# 1951
1951 (MCMLI) byl rok, který dle gregoriánského kalendáře započal pondělím.

## Události

### Česko
- 1. července – Přestavba katastrů obcí Ostravice a Staré Hamry, a vznik obce Bílá.
- 2. července – V Babicích na Třebíčsku byli v místní škole zastřeleni tři funkcionáři MNV. V následujících vykonstruovaných soudních procesech bylo 11 lidí odsouzeno k trestu smrti a desítky lidí k trestům odnětí svobody.
- 11. července – Národní shromáždění schválilo zákon č. 65/1951 Sb. o ochraně státních hranic, který svěřil ochranu státní hranice do působnosti Pohraniční stráže.
- 15. srpna – Byla založena Vojenská technická akademie v Brně.
- 11. září – Vlak z Chebu do Aše (tzv. Vlak svobody) projel vysokou rychlostí stanicí v Aši a státní hranicí do bavorského města Selb, čímž umožnil útěk 33 osob z Československa na Západ.
- 25. září – Milešovka byla vyhlášena národní přírodní rezervací.
- 1. října – Vstoupil v platnost zákon č. 68/1951 Sb., jímž byly zlikvidovány spolky a toto se dotklo i církví.[1]
- 31. prosince – Byla založená Nová huť Klementa Gottwalda, dnešní Liberty Ostrava.

### Svět
- 29. března – V USA byli k trestu smrti odsouzeni manželé Rosenbergovi (jaderná špionáž pro SSSR)
- 18. dubna – Belgie, Itálie, Lucembursko, Nizozemsko a Německo podepsaly v Paříži Smlouvu o Evropském společenství uhlí a oceli
- 29. dubna – V Íránu jmenován předsedou vlády dr. Muhammad Mosaddek, který vzápětí znárodnil íránský ropný průmysl; krize ve vztazích s Velkou Británií
- 7. července – Začátek barevného televizního vysílání
- 13. července – Velká Británie a Francie ukončily válečný stav s Německem
- 16. července – Belgický král Leopold III. abdikoval a na trůn nastoupil jeho syn Baudouin I.
- 8. září – 49 zemí (vyjma SSSR, Československa a Polska) podepsalo Sanfranciskou mírovou smlouvu s Japonskem.
- 15. října – Egyptská vláda pod vedením premiéra Mustafy an-Nahhas Paši jednostranně vypověděla anglo-egyptskou smlouvu z roku 1936, král Farúk I. byl prohlášen králem Egypta a Súdánu a Egypt přestal uznávat britskou svrchovanost nad Suezským průplavem, což vedlo k obsazení města Ismailia britskou armádou 19. listopadu a střetům s egyptskými silami, při kterých zahynulo 14 lidí.
- 19. října – USA ukončily válečný stav s Německem
- 25. října – V předčasných parlamentních volbách ve Spojeném království zvítězila Konzervativní strana pod vedením Winstona Churchilla, který znovu nastoupil do premiérského úřadu.
- 1. prosince – Proběhla v Londýně světová premiéra opery Billy Budd
- 24. prosince – Libye vyhlásila nezávislost
- Uzavřena smlouva mezi Dánskem a USA o společné obraně Grónska

## Vědy a umění
- Gerard Kuiper navrhl teorii o původu některých komet v bližší oblasti než Oortův oblak
- román Quo vadis byl poprvé zfilmován

### Knihy
- Kdo chytá v žitě – J. D. Salinger
- Nadace – Isaac Asimov
- Princ Kaspian – Clive Staples Lewis
- Rudá záře nad Kladnem – Antonín Zápotocký
- Tracyho tygr – William Saroyan

## Nobelova cena
- Nobelova cena za fyziku – John Douglas Cockcroft a Ernest Thomas Sinton Walton za pokusy o umělé rozbití jádra atomu
- Nobelova cena za chemii – Edwin McMillan a Glenn Seaborg za objevení transuranů
- Nobelova cena za fyziologii a lékařství – Max Theiler za objevení viru žluté zimnice
- Nobelova cena za literaturu – Pär Lagerkvist
- Nobelova cena za mír – Léon Jouhaux – byl předsedou nekomunistického Mezinárodního svazu svobodných odborů a zástupcem Francie u OSN.

## Narození

### Česko

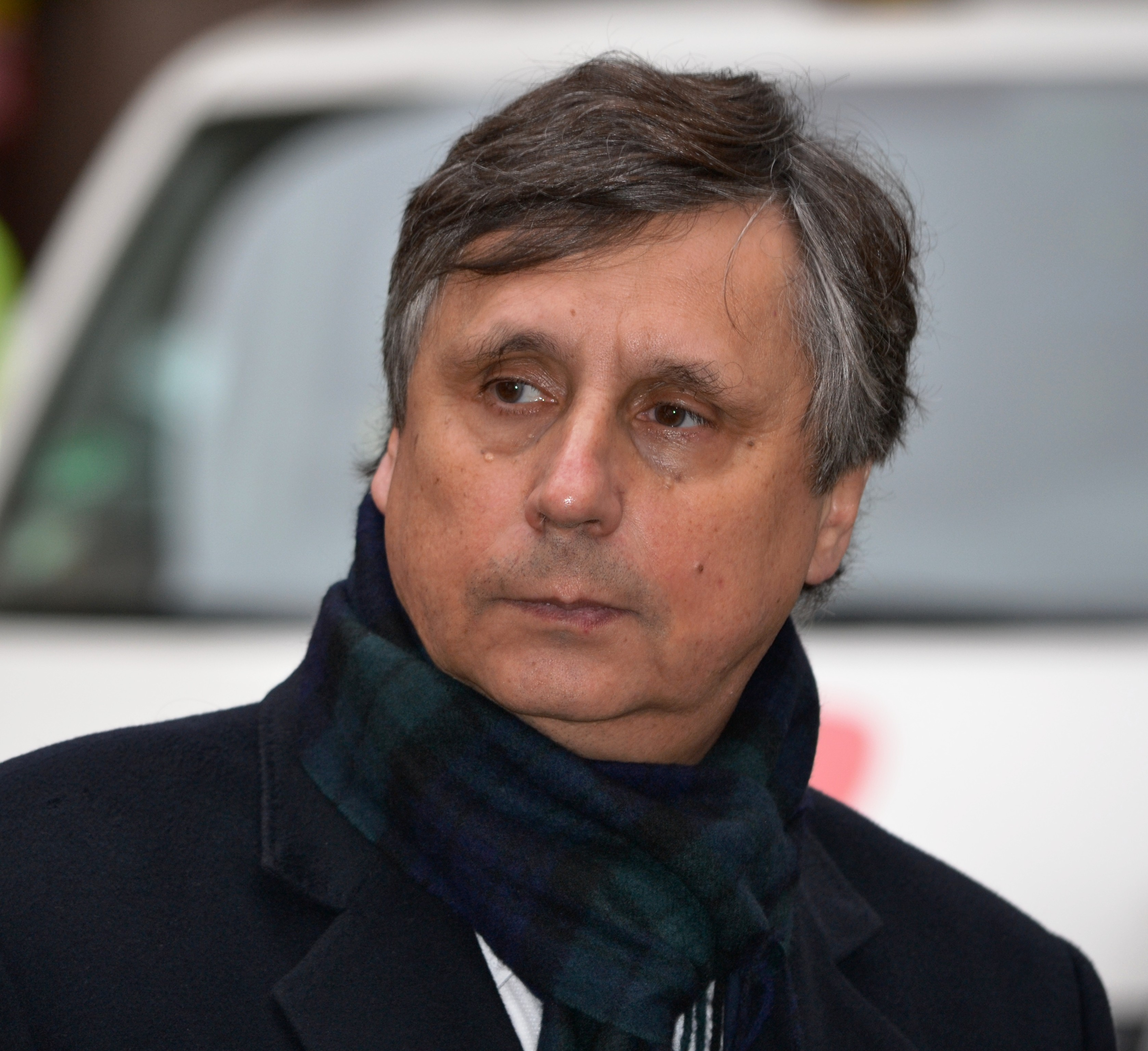
Jan Fischer (* 2. ledna)

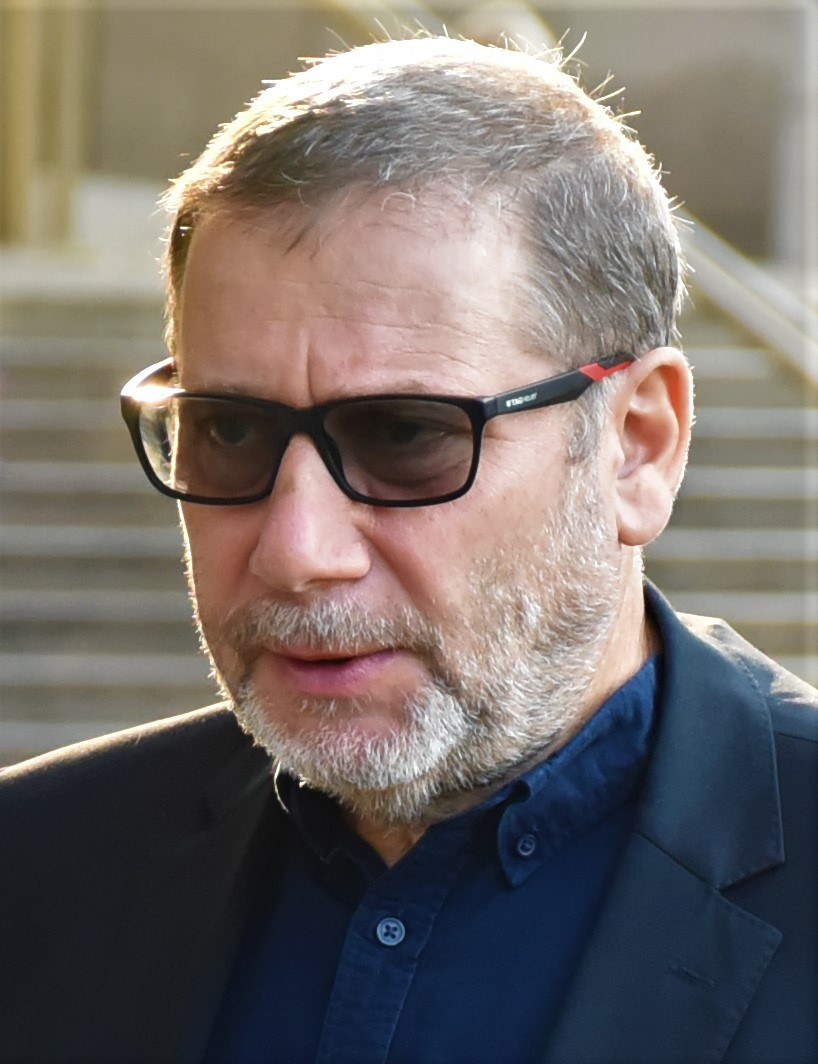
Tomáš Töpfer (* 10. ledna)

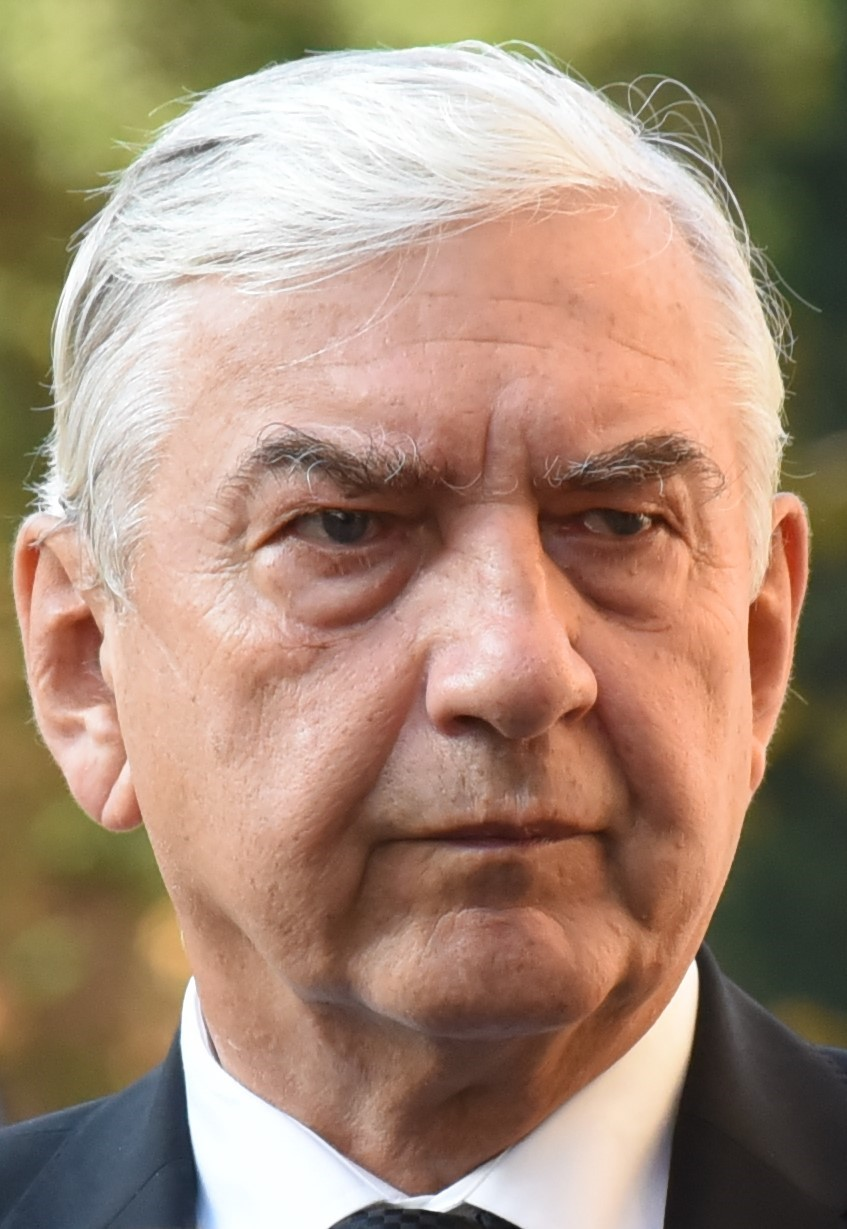
Miroslav Donutil (* 7. února)

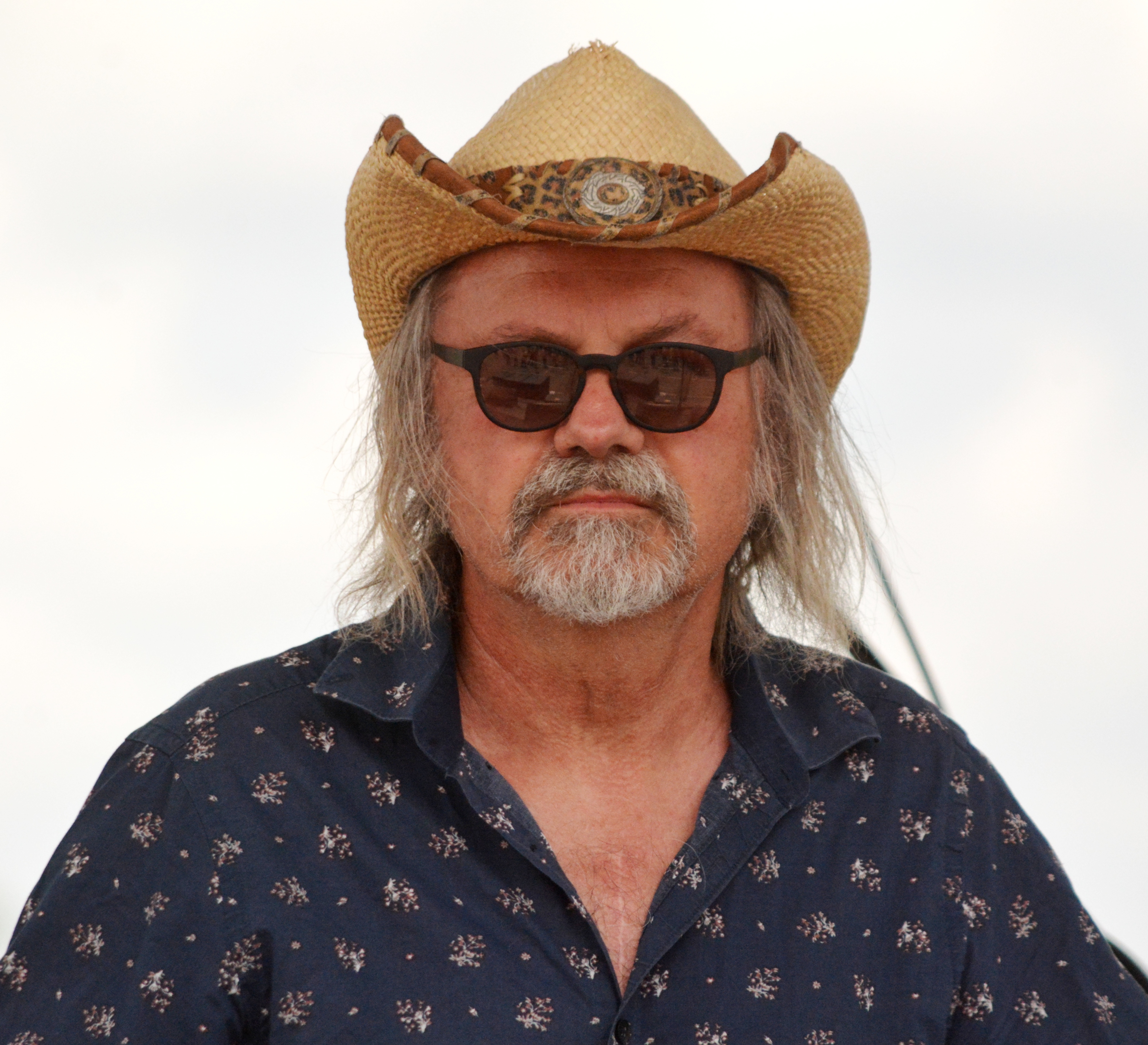
Ondřej Hejma (* 3. února)

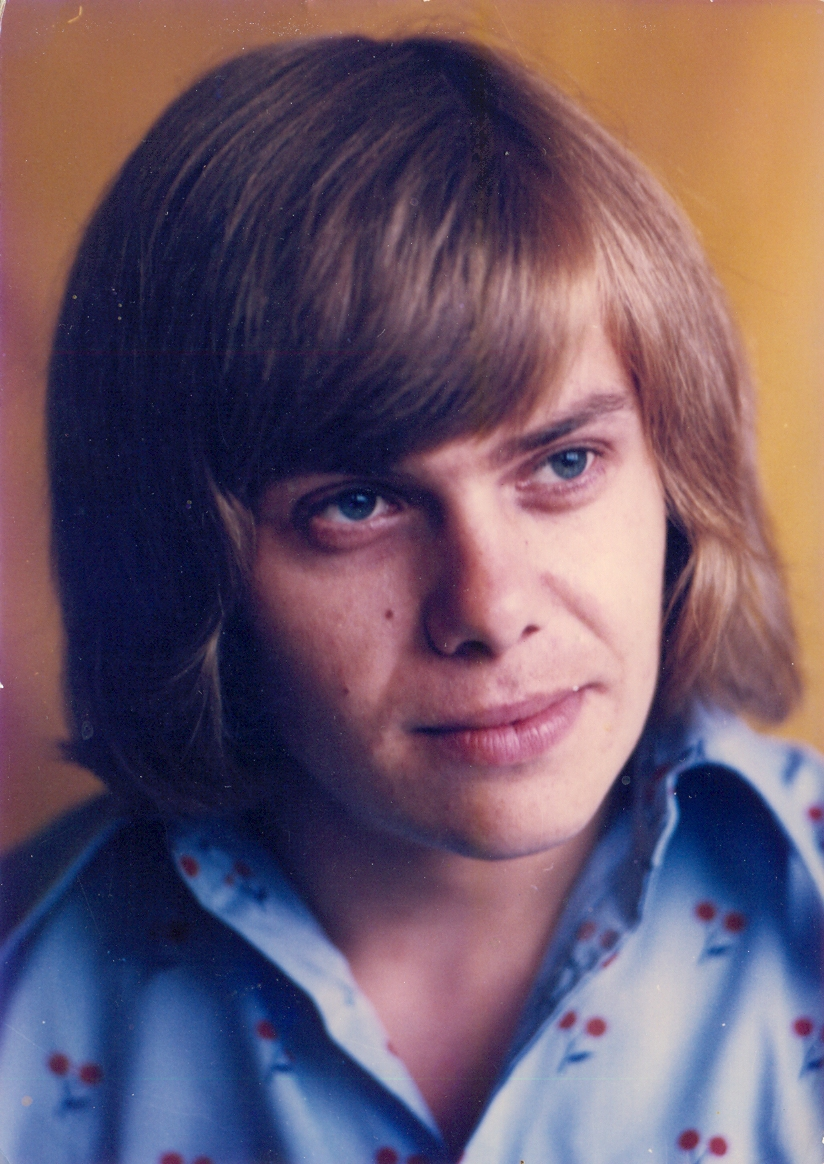
Jiří Schelinger (* 6. března)

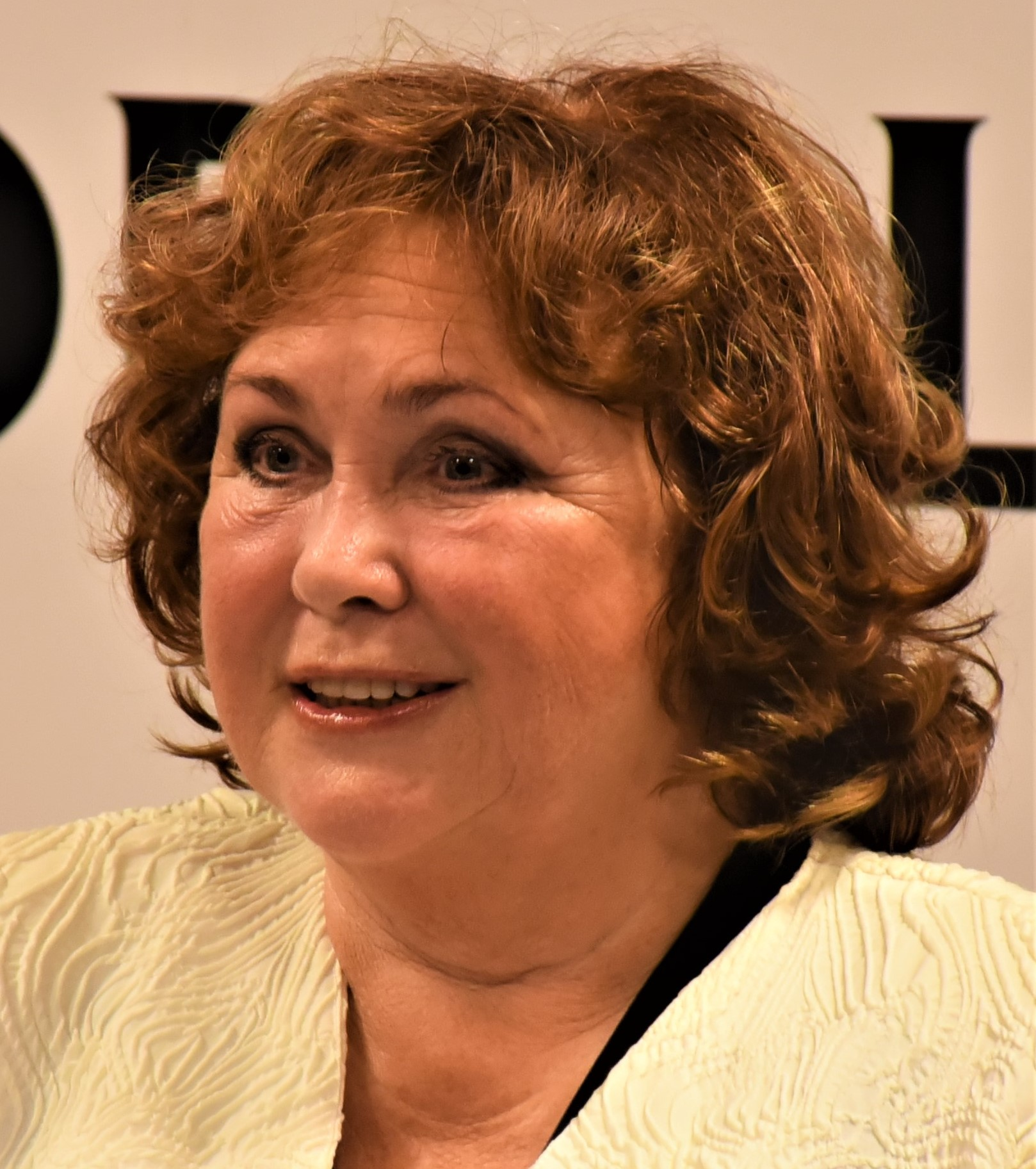
Naďa Konvalinková (* 18. dubna)

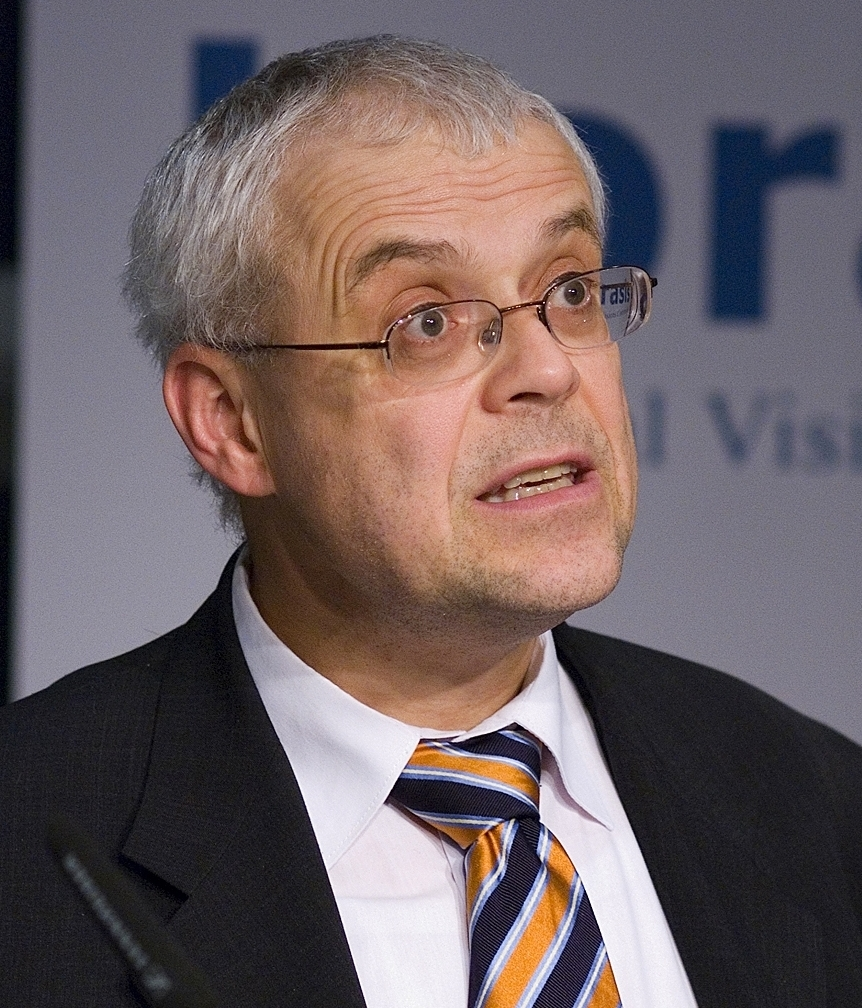
Vladimír Špidla (* 22. dubna)

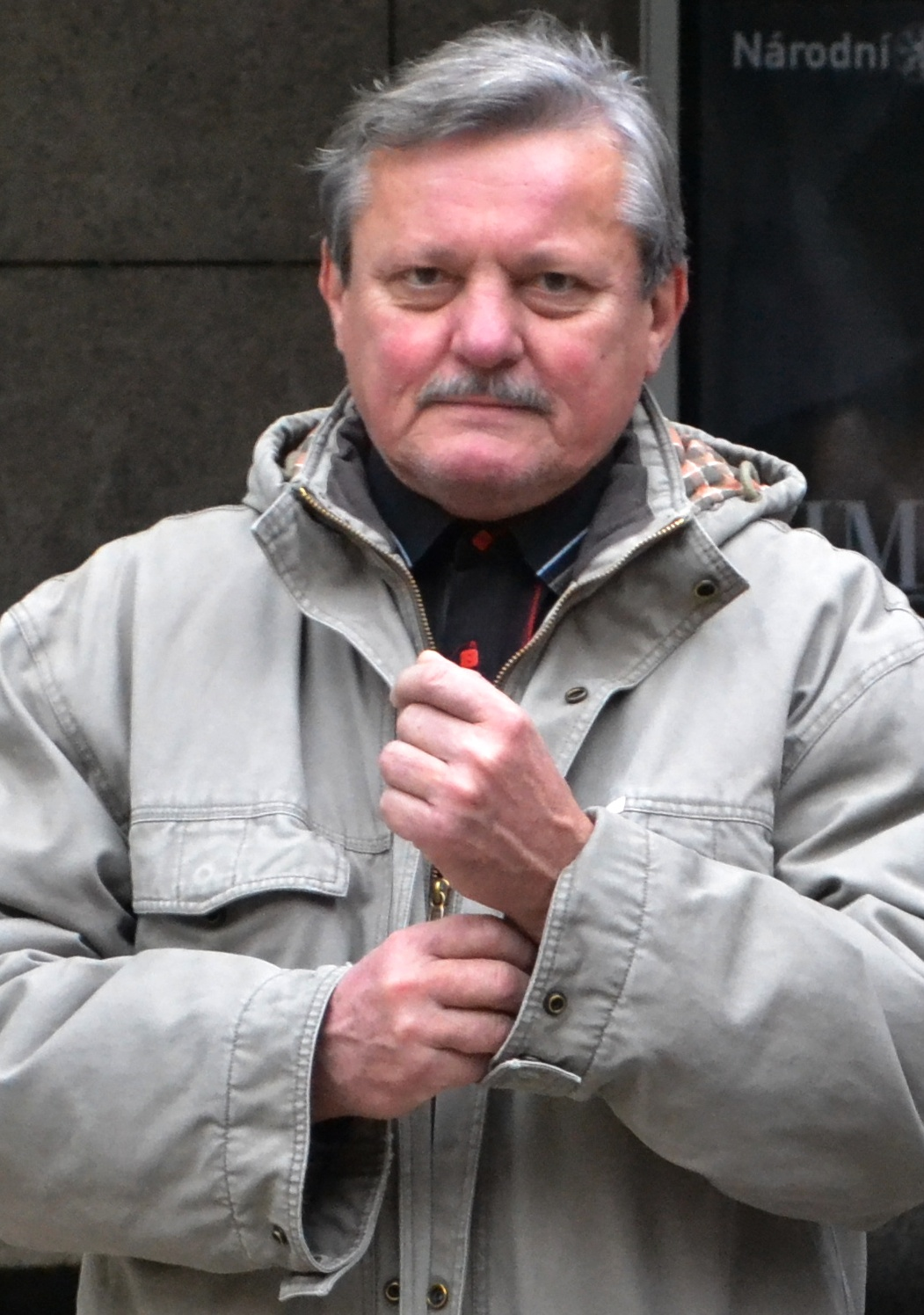
Svatopluk Skopal (* 28. května)

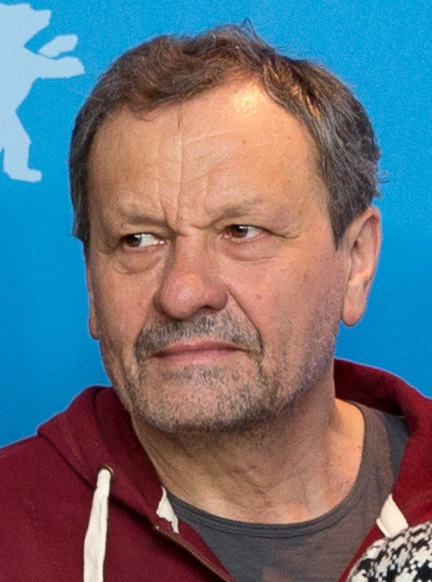
Miroslav Krobot (* 12. listopadu)

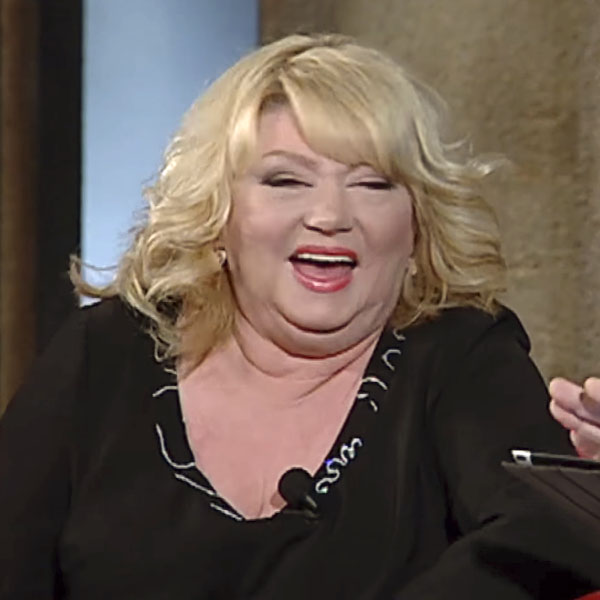
Věra Špinarová (* 22. prosince)

- 2. ledna – Jan Fischer, statistik a politik
- 7. ledna
  - Jiří Vondráček, skladatel, muzikant a režisér
  - Helena Válková, ministryně spravedlnosti ČR
- 9. ledna – Jiří Prager, dabér a herec
- 10. ledna – Tomáš Töpfer, herec, režisér a politik
- 11. ledna
  - Vít Slíva, básník
  - Pavel Sušický, politik a lékař
- 13. ledna
  - Zuzka Bebarová-Rujbrová, komunistická politička
  - František Bublan, politik, bývalý ministr vnitra
- 14. ledna
  - Otomar Dvořák, spisovatel, novinář, scenárista
  - Karel Novák, lékař, vysokoškolský učitel a politik
- 15. ledna – Ivan Gabal, politik a sociolog
- 16. ledna – Vít Veselý, nejvyšší státní zástupce
  - Jaroslav Bouček, producent
- 17. ledna – Vít Kolář, novinář
- 22. ledna
  - Eva Kováříková, operní pěvkyně-mezzosopranistka
  - Karel Soukup, undergroundový písničkář
- 24. ledna – Tomáš Durdík, archeolog a kastelolog († 20. září 2012)
- 25. ledna – Boris Rösner, herec a divadelní pedagog († 31. května 2006)
- 26. ledna
  - Jarmila Kratochvílová, československá atletka, stříbro na OH 1980
  - Jan Zajíček, československý hokejový reprezentant
- 27. ledna – Vladimír Hanzel, hudební publicista a kritik
- 29. ledna – Eva Rolečková, spisovatelka
- 31. ledna – Miroslav Kostelka, ministr obrany ČR
- 3. února
  - Ondřej Hejma, zpěvák a hudební skladatel, frontman skupiny Žlutý pes
  - Petr Soukup, televizní režisér
- 7. února
  - Miroslav Donutil, divadelní a filmový herec
  - Michal Hlaváček, architekt
  - Jiří Cieslar, filmový a literární kritik a vysokoškolský pedagog († 16. ledna 2006)
- 14. února – Jiří T. Kotalík, historik umění
- 16. února – Michal Tošovský, politik († 5. listopadu 2005)
- 18. února – Martin Švehla, dětský herec a současný ekonom
- 21. února – Miroslav Petříček, filozof, žák Jana Patočky
- 27. února – Karel Schmeidler, architekt
- 1. března – Zdeněk Rygel, československý fotbalista a reprezentant
- 6. března
  - Milan Hlavsa, hudebník – baskytarista a zpěvák († 5. ledna 2001)
  - Jiří Schelinger, rockový zpěvák a skladatel († 13. dubna 1981)
- 7. března – Iva Brožová, předsedkyně Nejvyššího soudu
- 11. března – Miroslava Skleničková, sportovní gymnastka, držitelka stříbrné medaile v soutěži družstev žen z LOH 1968
- 18. března – Ladislav Szalai, spisovatel slovenského původu
- 19. března
  - Josef Klíma, investigativní novinář, spisovatel
  - Josef Rafaja, varhaník
- 20. března – Pavla Vošahlíková, historička
- 23. března
  - Jan Dungel, přírodovědec, malíř, grafik a ilustrátor
  - Milan Sojka, ekonom († 17. května 2009)
- 24. března – Lenka Procházková, prozaička
- 25. března – Zbyněk M. Duda, historik a teoretik umění
- 26. března – Petr Čornej, historik
- 27. března
  - Martin Petiška, spisovatel, básník, dramatik
  - Jiří Vejvoda, rozhlasový a televizní autor
  - Jan Urban, novinář, pedagog, disident
- 28. března
  - Jiří Kamen, spisovatel a rozhlasový redaktor
  - Arif Salichov, právník, spisovatel a básník
- 29. března – Miroslav Jakeš, polární cestovatel a průvodce
- 30. března – Anton Tkáč, československý reprezentant v dráhové cyklistice, olympijský vítěz († 22. prosince 2022)
- 4. dubna
  - Dana Hábová, tlumočnice a překladatelka
  - Jana Robbová, zpěvačka († 4. srpna 1996)
- 6. dubna – Josef Rakoncaj, horolezec
- 11. dubna – Boris Masník, trikový výtvarník a supervizor filmových efektů
- 13. dubna – Mireia Ryšková, katolická teoložka
- 15. dubna – Pavel Zajíček, básník, textař a výtvarník († 5. března 2024)
- 16. dubna – Petr Hadrava, astrofyzik
- 18. dubna – Naďa Konvalinková, herečka
- 22. dubna – Vladimír Špidla, premiér České republiky
- 25. dubna – Zdeněk Merta, hudební skladatel, klavírista a producent
- 2. května – Ondřej Soukup, baskytarista a hudební skladatel
- 6. května – Jaroslav Pavliš, výtvarník a fotograf († 8. září 2002)
- 10. květen – Jana Ryšlinková, matematička a politička
- 12. květen – Ivan Roubal, sériový vrah († 29. června 2015)
- 14. května – Jolana Poláková, filosofka
- 15. května – Josef Maršál, malíř († 2003)
- 16. května – Tomáš Fejfar, politik († 24. října 2023)
- 18. května – Ivo Mathé, mediální producent, scenárista, vysokoškolský pedagog a manažer
- 20. května – Vladimír Koronthály, muzikolog a politik
- 24. května
  - Petr Altrichter, dirigent
  - Jiří Lochman, malíř
- 25. května – Milena Soukupová, zpěvačka
- 26. května
  - Anna Röschová, politička
  - Josef Žáček, malíř
  - Zdeněk Štěpán, dabingový režisér, dabér
- 28. května – Svatopluk Skopal, herec, divadelní pedagog a režisér
- 29. května
  - Vlasta Dufková, romanistka, překladatelka a básnířka
  - Miloš Morávek, rockový kytarista, hudeb
- 3. června – Ivan Horník, fotbalový funkcionář
- 5. června
  - Antonín Macháček, poslanec a člen kolegia Nejvyššího kontrolního úřadu
  - Miloslav Blahynka, muzikolog, teatrolog a vysokoškolský pedagog († 27. září 2011)
  - Alois Bradáč, pedagog, cestovatel, fotograf, spisovatel a pacifista
- 6. června – Stanislav Hranický, heavymetalový zpěvák († 7. dubna 2013)
- 10. června – Marcela Holanová, zpěvačka
- 14. června – Petar Introvič, bluesový zpěvák, harmonikář, kytarista a skladatel
- 19. června – Eva Hrubá, básnířka, divadelní režisérka, herečka, dramatička
- 23. června – Anna Šabatová, veřejná ochránkyně práv
- 24. června
  - Dagmar Lastovecká, soudkyně Ústavního soudu ČR, primátorka Brna
  - Alois Marhoul, básník, spisovatel
- 6. července – Vladimír Čech, herec, moderátor († 22. března 2013)
- 7. července – Miloslav Mejzlík, herec
- 10. července – Martina Drijverová, spisovatelka
- 11. července – Lenka Machoninová, herečka
- 13. července
  - Miroslav Petráň, politik a architekt
  - Danuše Muzikářová, oběť komunistického režimu († 21. srpna 1969)
- 14. července
  - Věra Kopecká, pedagožka, básnířka a překladatelka
  - Jan Suk, básník, esejista, literární kritik († 15. února 2025)
- 19. července – Karel Sehoř, člen kolegia NKÚ
- 25. července – Eva Hurychová, zpěvačka, skladatelka, textařka, spisovatelka
- 27. července – Jan Exnar, sklářský výtvarník a malíř
- 29. července – Jan Koukal, primátor hlavního města Prahy, diplomat
- 30. července – Bohumír Janský, geograf a hydrolog
- 31. července – Otakar Vychodil, podnikatel, systémový analytik a bývalý politik
- 1. srpna – Jan Hlavička, spisovatel sci-fi a překladatel († 5. března 2018)
- 2. srpna – Rudolf Kufa, politik a člen kolegia Nejvyššího kontrolního úřadu
- 3. srpna – Petr Koháček, knihkupec, propagátor díla bratří Čapků a politik († 9. února 2025)
- 6. srpna
  - František Kaberle, hokejista
  - Vladimír Marek, herec († 29. července 2021)
- 23. srpna – Petr Šabach, spisovatel († 16. září 2017)
- 3. září – Zdeněk Zapletal, spisovatel a scenárista
- 5. září – Jiří Svoboda, česko-kanadský cestovatel a spisovatel († leden 2008)
- 12. září – Josef Holub, generální ředitel podniku ČEZ Distribuce, politik
- 17. září – Jan A. Novák, spisovatel, publicista a novinář
- 19. září – Marcela Pecháčková, novinářka, spisovatelka a komentátorka
- 20. září – Miroslav Gajdůšek, československý fotbalový reprezentant
- 23. září – Milan Nový, československý hokejový útočník
- 1. října – Michael Koblic, dětský herec a současný kanadský lékař
- 3. října
  - Miroslava Kopicová, ministryně školství, mládeže a tělovýchovy ČR
  - Miroslav Čvorsjuk, kameraman a fotograf († 29. prosince 2012)
  - Tomáš Edel, historik († 27. dubna 2010)
- 6. října – Tomáš Sokol, ministr vnitra ČR, advokát
- 9. října – František Dryje, básník, prozaik a esejista
- 11. října – Miroslav Dvořák, československý hokejový obránce († 11. června 2008)
- 20. října – Pavel Mára, fotograf
- 23. října – Petr Hájek, novinář a spisovatel
- 26. října – Jaroslav Hrbek, historik († 17. dubna 2009)
- 27. října – Helena Vanišová, výtvarná umělkyně
- 31. října
  - Tomáš Najbrt, skladatel a multiinstrumentalista
  - Michael Vít, hlavní hygienik České republiky
- 3. listopadu – Jan Faktor, spisovatel píšící německy
- 6. listopadu – Jan Kasal, politik
- 8. listopadu – Pavel Hečko, fotograf
- 10. listopadu – Ivan Kusnjer, barytonista
- 12. listopadu – Miroslav Krobot, divadelní režisér, herec, dramatik
- 13. listopadu – Jiří Chaloupka, dostihový jezdec († 7. listopadu 2012)
- 15. listopadu – František Komňacký, fotbalový trenér
- 19. listopadu – Karel Beneš, výtvarný fotograf
- 21. listopadu – Vlasta Parkanová, ministryně obrany ČR
- 24. listopadu
  - Václav Krása, poslanec a předseda Národní rady osob se zdravotním postižením ČR
  - Ladislav Lábus, architekt
- 27. listopadu – Aleš Klégr, anglista – lexikolog, lexikograf, sémantik a morfolog
- 28. listopadu – Jan Hurdík, právník a vysokoškolský pedagog
- 29. listopadu
  - Jan Tomšíček, spisovatel, dobrodruh
  - Jan Müller, sociální geograf († 18. února 2024)
- 30. listopadu – Pavel Růžek, spisovatel († 30. srpna 2011)
- 6. prosince – Zdeněk Junák, herec
- 10. prosince – Milan Svoboda, jazzový hudebník, skladatel, dirigent a pedagog
- 13. prosince
  - Marie Dolistová, básnířka
  - Viktor Labský, česko-kanadský publicista, překladatel a spisovatel
- 15. prosince – Zdeněk Kabelka, lékař, pediatr a otorhinolaryngolog († 24. března 2014)
- 21. prosince – Jaroslav Orel, právník a politik
- 23. prosince – Věra Špinarová, zpěvačka († 26. března 2017)
- 31. prosince – Jan Kasl, politik a architekt
- neznámé datum
  - Ludvík David, soudce Ústavního soudu České republiky
  - Olga Špilarová, překladatelka

### Svět
- 1. ledna

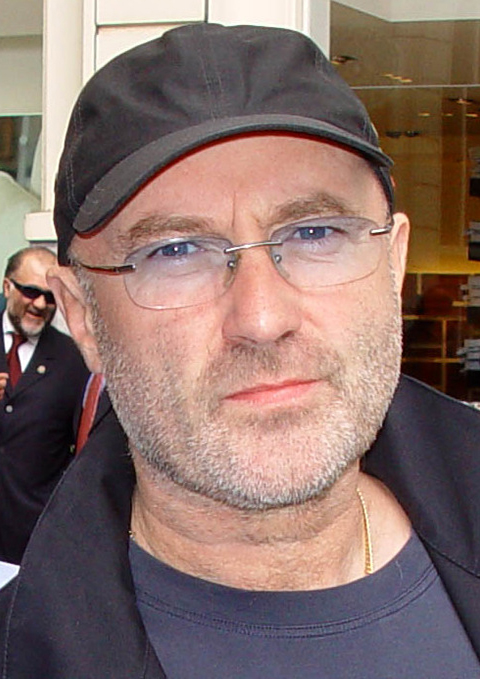
Phil Collins (* 30. ledna)

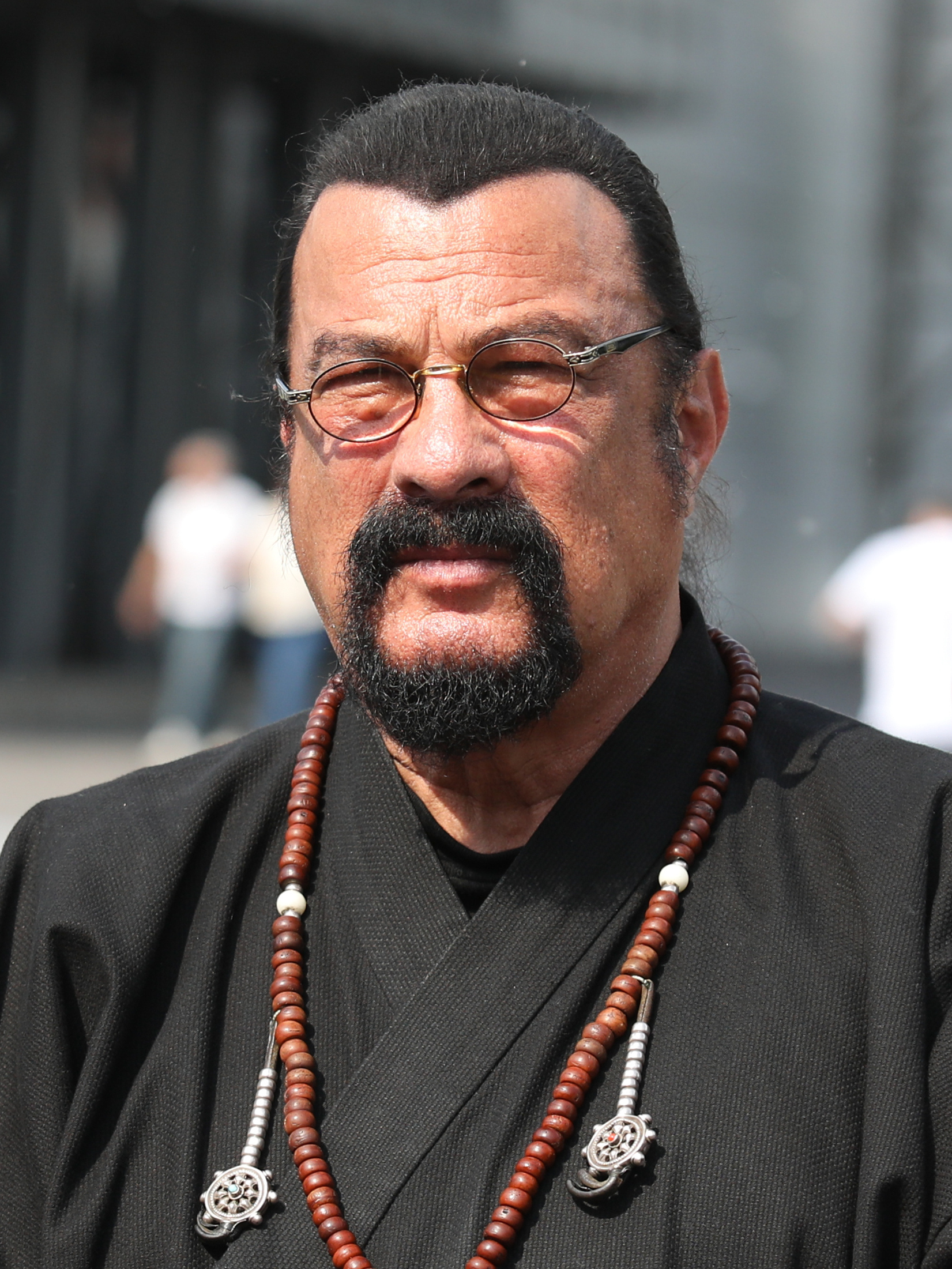
Steven Seagal (* 10. dubna)

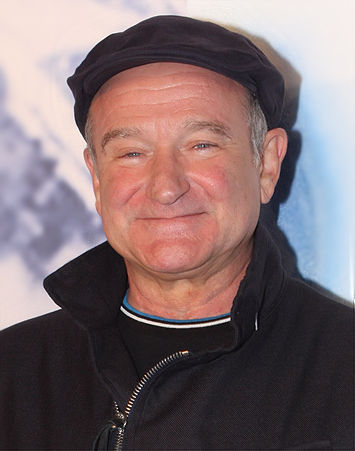
Robin Williams (* 21. července)

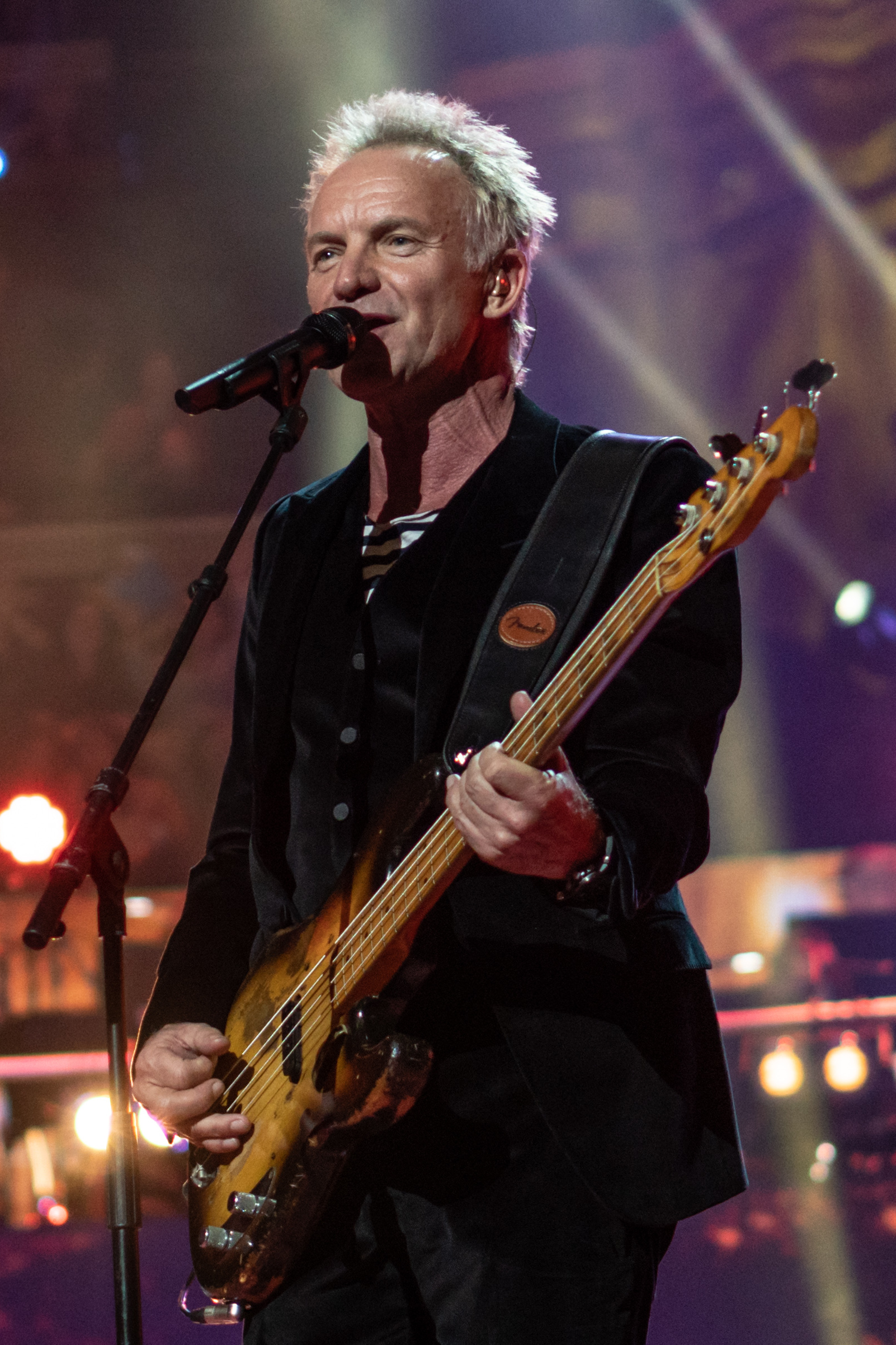
Sting (* 2. října)

  - Jakup Krasniqi, předseda kosovského parlamentu
  - Jim Rakete, německý fotograf a fotožurnalista
  - Emanuel Sideridis, řecký hudebník, baskytarista, zpěvák a skladatel
  - Hans Joachim Stuck, německý automobilový závodník
- 3. ledna – Rainer Maria Schröder, německý autor historických příběhů
- 4. ledna – Kim Miyori, americká herečka
- 6. ledna – Ahron Daum, ortodoxní rabín, pedagog, spisovatel
- 8. ledna – John McTiernan, americký herec a režisér
- 9. ledna
  - Michel Barnier, francouzský ministr zahraničních věcí
  - Crystal Gayle, americká country a country-popová zpěvačka
- 10. ledna – Alejandro Escovedo, americký zpěvák, kytarista a skladatel
- 12. ledna
  - Kirstie Alleyová, americká herečka († 5. prosince 2022)
  - Rush Limbaugh, americký rozhlasový komentátor a bavič
- 15. ledna – Biff Byford, britský heavymetalový zpěvák
- 18. ledna – Steve Grossman, americký jazzový saxofonista, hudební skladatel a kapelník († 13. srpna 2020)
- 20. ledna – Ian Hill, zakladatel a basista heavymetalové skupiny Judas Priest
- 22. ledna – Ondrej Nepela, československý krasobruslař
- 25. ledna – Steve Prefontaine, americký vytrvalec († 30. května 1975)
- 27. ledna – Brian Downey, irský bubeník, instrumentalista, skladatel
- 30. ledna – Phil Collins, anglický zpěvák
- 31. ledna – Phil Manzanera, britský kytarista
- 1. února – Dagmar Havlová, slovenská matematička a podnikatelka, švagrová Václava Havla
- 3. února
  - Blaise Compaoré, prezident afrického státu Burkina Faso
  - Michael Ruppert, americký spisovatel († 13. dubna 2014)
- 4. února – Patrick Bergin, irský divadelník a filmový herec
- 6. února
  - Huw Lloyd-Langton, britský kytarista a zpěvák († 6. prosince 2012)
  - Jacques Villeret, francouzský herec († 28. ledna 2005)
- 7. února – Patrick Allen, generální guvernér Jamajky
- 9. února
  - Jozef Puškáš, slovenský spisovatel-prozaik
  - Rudolf Zajac, slovenský lékař a politik
- 14. února
  - Kevin Keegan, anglický fotbalový trenér a bývalý fotbalový útočník
  - Sylvain Sylvain, americký rockový kytarista
- 15. února – Jane Seymourová, anglická herečka
- 20. února
  - Gordon Brown, britský premiér
  - Randy California, americký zpěvák a kytarista († 2. ledna 1997)
- 21. února – Vince Welnick, americký klávesista († 2. června 2006)
- 23. února
  - Sergej Bogomolov, ruský horolezec
  - Johannes Geffert, německý varhaník
  - Šigefumi Mori, japonský matematik
- 24. února
  - Debra Jo Rupp, americká herečka
  - Laimdota Straujumaová, předsedkyně vlády Lotyšska
- 25. února – Donald Quarrie, jamajský atlet, sprinter, olympijský vítěz
- 27. února – Steve Harley, britský zpěvák († 17. března 2024)
- 28. února
  - Raphaële Billetdoux, francouzská spisovatelka
  - Gustav Thöni, italský sjezdař, olympijský vítěz
- 1. března – Elliott Sharp, americký multiinstrumentalista
- 3. března – Lindsay Cooper, britská hráčka na hoboj a fagot, hudební skladatelka († 18. září 2013)
- 4. března
  - Chris Rea, britský kytarista, zpěvák a autor písní
  - Pete Haycock, britský kytarista, zpěvák a hudební skladatel († 30. října 2013)
- 6. března – Walter Trout, americký bluesový kytarista, zpěvák a skladatel
- 11. března – Katie Kissoon, britská zpěvačka
- 13. března – Li Chung-č' zakladatel čchi-kungové školy Fa-lun-kung
- 14. března – Gabriela Rothmayerová, slovenská spisovatelka a novinářka
- 17. března
  - Scott Gorham, americký rockový kytarista
  - Kurt Russell, americký filmový herec
- 18. března – Bill Frisell, americký hudebník a skladatel
- 20. března
  - Jimmie Vaughan, americký bluesový kytarista a zpěvák
  - Fero Fenič, slovenský a český filmový režisér, scenárista, producent
- 26. března – Carl Wieman, americký fyzik, nositel Nobelovy ceny
- 27. března
  - Andrej Kozyrev, první ministr zahraničí Ruské federace
  - Alfried Längle, rakouský psychoterapeut, klinický psycholog a praktický lékař
- 29. března
  - Roger Myerson, americký ekonom, nositel Nobelovy ceny
  - Nick Ut, vietnamsko-americký fotograf
- 8. dubna
  - Geir Haarde, předseda islandské vlády
  - Mel Schacher, baskytarista americké rockové skupiny Grand Funk Railroad
- 10. dubna – Steven Seagal, americký herec, režisér, scenárista
- 11. dubna – James Patrick Kelly, americký spisovatel science fiction
- 12. dubna – Werner Possardt, německý herec, scenárista a režisér († 31. prosince 2004)
- 13. dubna – Peter Davison, anglický herec
- 15. dubna
  - Marsha Sue Ivinsová, americká vědecká pracovnice a astronautka
  - Bill MacCormick, britský baskytarista a zpěvák
  - Beatrix Schubová, rakouská krasobruslařka, olympijská vítězka z roku 1972
- 16. dubna – Ioan Mihai Cochinescu, rumunský spisovatel a esejista
- 17. dubna
  - Olivia Hussey, herečka anglo-argentinského původu
  - Börje Salming, švédský profesionální hokejista
  - George Weigel, americký spisovatel a politický aktivista
- 19. dubna – Jóannes Eidesgaard, faerský premiér
- 20. dubna – Viktor Šalimov, ruský lední hokejista
- 21. dubna – Jean-Pierre Dardenne, belgický scenárista a filmový režisér
- 22. dubna – Paul Carrack, britský klávesista, zpěvák a skladatel
- 24. dubna
  - Ron Arad, izraelský průmyslový designér, umělec a architekt
  - Enda Kenny, irský premiér a předseda strany Fine Gael
- 27. dubna – Ace Frehley, americký rockový kytarista
- 1. května – Sally Mannová, americká fotografka
- 2. května – John Glascock, britský baskytarista rockové skupiny Jethro Tull († 17. listopadu 1979)
- 3. května – Jan Krzysztof Bielecki, polský premiér
- 4. května – Jackie Jackson, americký zpěvák a skladatel
- 5. května – Mária Maľcovská, slovenská publicistka, básnířka a spisovatelka († 25. září 2010)
- 6. května – Žaksilik Uškempirov, sovětský zápasník, olympijský vítěz
- 7. května
  - John Fleck, americký herec a bavič
  - Bernie Marsden, anglický rockový kytarista († 24. srpna 2023)
- 8. května – Chris Frantz, americký bubeník a hudební producent
- 9. května – Ismail Abilov, bulharský zápasník, olympijský vítěz 1980
- 13. května – Paul Thompson, britský bubeník
- 15. května – Frank Wilczek, americký fyzik, nositel Nobelovy ceny
- 16. května
  - Christian Lacroix, francouzský módní návrhář
  - Miroslav Maxon, ministr financí Slovenska
  - Jonathan Richman, americký rockový zpěvák a kytarista
  - Emmanuel Todd, francouzský historik, antropolog, sociolog
- 18. května
  - Angela Voigtová, německá atletka, olympijská vítězka ve skoku do dálky
  - Natalia Troická, ruská operní pěvkyně († 9. dubna 2006)
- 19. května
  - Dianne Holumová, americká rychlobruslařka, olympijská vítězka
  - Joey Ramone, americký zpěvák a skladatel († 15. dubna 2001)
- 21. května – Jurij Jakovlevič Čajka, ruský právník a politik
- 23. května
  - Anatolij Karpov, ruský šachista
  - Antonis Samaras, řecký premiér
- 25. května – François Bayrou, francouzský politik
- 26. května
  - Muhammed Ahmad Fáris, první syrský kosmonaut († 19. dubna 2024)
  - Sally Rideová, první americká astronautka († 23. července 2012)
- 27. května – Ana Belén, španělská herečka a zpěvačka
- 30. května
  - Joachim Rücker, vedoucí mise OSN v Kosovu
  - Stephen Tobolowsky, americký herec, scenárista a režisér
  - Roland Bautista, americký kytarista († 29. února 2012)
  - Zdravko Čolić, srbský zpěvák
- 4. června
  - Danica Slouková, slovenská filosofka
  - Bronisław Malinowski, polský olympijský vítěz v běhu na 3000 metrů překážek († 27. září 1981)
- 5. června
  - Ellen Foley, americká zpěvačka a herečka
  - Mark Harelik, americký herec
- 7. června – Rainer Ptacek, německo-americký kytarista a zpěvák-skladatel s českými předky († 12. listopadu 1997)
- 8. června
  - Claus Cornelius Fischer, německý spisovatel, překladatel a scenárista († 13. prosince 2020)
  - Bonnie Tyler, velšská zpěvačka
- 9. června
  - James Newton Howard, americký klavírista, hudební skladatel
  - Terry Uttley, anglický basový kytarista a zpěvák skupiny Smokie
- 10. června – Tom Fowler, americký baskytarista
- 12. června
  - Brad Delp, americký hudebník († 9. března 2007)
  - Andranik Markarjan, ministerský předseda Arménie († 25. března 2007)
- 13. června – Stellan Skarsgård, švédský herec
- 15. června – Steve Walsh, americký klávesista, zpěvák, hudební producent a skladatel
- 16. června – Jacek Tylicki, polský multimediální umělec
- 18. června – Steve Miner, americký filmový režisér a producent
- 19. června – Ajman az-Zaváhirí, vůdce militantní islamistické organizace al-Káida, lékař, spisovatel a básník
- 21. června – Nils Lofgren, americký kytarista, akordeonista, hudební skladatel
- 22. června – Craig Gruber, americký kytarista († 5. května 2015)
- 23. června – Michèle Mouton, francouzská automobilová závodnice
- 24. června – Erika Rosenberg, argentinská spisovatelka
- 27. června – Mary McAleeseová, irská prezidentka
- 29. června – Pavel Zajáček, slovenský dirigent, hudební skladatel
- 30. června
  - Stanley Clarke, americký baskytarista, kontrabasista, hudební producent a skladatel
  - Steve Waller, britský rockový kytarista a zpěvák († 6. února 2000)
- 3. července
  - Frans Lanting, nizozemský fotograf divoké přírody
  - Jean-Claude Duvalier, prezident Republiky Haiti († 4. října 2014)
- 4. července – Slavica Djukićová Dejanovićová, předsedkyně Národního shromáždění Srbska
- 6. července – Geoffrey Rush, australský herec
- 7. července
  - Romualdas Požerskis, litevský fotograf
  - Michael Henderson, americký zpěvák, multiinstrumentalista a skladatel
- 8. července – Anjelica Huston, americká herečka
- 9. července
  - Chris Cooper, americký herec
  - Māris Gailis, lotyšský premiér
- 12. července – Piotr Pustelnik, polský horolezec
- 14. července
  - Erich Hallhuber, německý herec († 17. září 2003)
  - Eva Kováčová, slovenská básnířka († 12. února 2010)
- 15. července
  - Dušan Herda, slovenský fotbalista, československý reprezentant
  - Jesse Ventura, americký politik slovenského původu, herec
  - Gregory Isaacs, jamajský zpěvák a hudební skladatel († 25. října 2010)
- 16. července – Bobby Previte, americký bubeník a hudební skladatel
- 18. července – Elio Di Rupo, předseda vlády Belgie
- 20. července – Alan Boss, americký astrofyzik
- 21. července
  - Robin Williams, americký herec, komik a zpěvák († 11. srpna 2014)
  - Ubaldo Fillol, argentinský fotbalista, brankář
- 24. července – Gypie Mayo, britský rockový kytarista († 23. října 2013)
- 25. července
  - Ruediger Dahlke, německý lékař a psychoterapeut
  - Verdine White, americký baskytarista
- 23. července – Edie McClurg, americká stand-up herečka, zpěvačka
- 28. července – Santiago Calatrava, španělský architekt, inženýr a umělec
- 29. července – Susan Blackmore, anglická spisovatelka
- 31. července – Evonne Goolagongová, australská tenistka
- 1. srpna
  - Tim Bachman, kanadský rockový kytarista a zpěvák
  - Milka Zimková, slovenská spisovatelka, režisérka a herečka († 30. května 2023)
  - Tommy Bolin, americký kytarista († 4. prosince 1976)
- 2. srpna
  - Steve Hillage, britský hudebník a kytarista
  - Joe Lynn Turner, americký rockový zpěvák a kytarista
  - Marcel Iureș, rumunský filmový a divadelní herec
- 3. srpna
  - Marcel Dionne, kanadský hokejista
  - Hans Schlegel, německý fyzik a astronaut
- 4. srpna – Andris Bērziņš, lotyšský premiér
- 6. srpna – Catherine Hicksová, americká herečka
- 7. srpna – Pete Way, britský baskytarista
- 8. srpna
  - Mamoru Ošii, japonský scenárista a režisér
  - Martin Brest, americký herec, scenárista, producent a režisér
- 10. srpna
  - Nikolaj Petev, bulharský spisovatel († 15. října 2013)
  - Vilayanur Subramanian Ramachandran, indický neurolog
  - Juan Manuel Santos, kolumbijský prezident
- 11. srpna – Volodymyr Dibrova, ukrajinský spisovatel, dramatik, překladatel, literární teoretik
- 12. srpna – Charles Brady, americký astronaut a lékař († 23. července 2006)
- 13. srpna – Dan Fogelberg, americký rockový zpěvák a skladatel
- 14. srpna
  - Peter Blegvad, americký zpěvák a kytarista
  - Carl Lumbly, americký filmový, televizní a divadelní herec
- 15. srpna – Marián Zednikovič, slovenský herec
- 16. srpna
  - Eric Bibb, americký bluesový písničkář
  - Umaru Yar'Adua, nigerijský prezident († 5. května 2010)
- 19. srpna – John Deacon, britský baskytarista
- 20. srpna
  - Greg Bear, americký spisovatel († 19. listopadu 2022)
  - Muhammad Mursí, egyptský prezident († 17. června 2019)
- 21. srpna
  - Cecilie Løveidová, norská spisovatelka
  - Garegin II., patriarcha Arménské apoštolské církve
- 24. srpna
  - Ján Baláž, slovenský kytarista, zpěvák a skladatel
  - Orson Scott Card, americký spisovatel
  - Danny Joe Brown, americký hudebník, skladatel a zpěvák († 10. března 2005)
- 25. srpna
  - Rino Fisichella, italský arcibiskup a teolog
  - Rob Halford, zpěvák metalové skupiny Judas Priest
- 26. srpna
  - Seppo Suoraniemi, finský hokejový obránce
  - Edward Witten, americký fyzik
- 27. srpna – Michal Gazdík, slovenský herec
- 28. srpna – Dave Hlubek, americký kytarista († 3. září 2017)
- 30. srpna
  - Gediminas Kirkilas, litevský premiér
  - Behgjet Pacolli, kosovský prezident
- 1. září – Timothy Zahn, americký spisovatel science fiction
- 2. září – Mark Harmon, americký herec
- 5. září
  - Paul Breitner, německý fotbalista
  - Michael Keaton, americký herec
  - Michael Van Valkenburgh, americký zahradní architekt
- 7. září – Chrissie Hynde, americká zpěvačka a kytaristka
- 8. září – Franciszek Gągor, náčelník generálního štábu polské armády († 10. dubna 2010)
- 11. září – Hugo Porta, argentinský ragbista
- 12. září
  - Bertie Ahern, irský premiér
  - Karel Cón, slovenský hudební skladatel
- 13. září – Salva Kiir Mayardit, prezident Jižního Súdánu
- 15. září – Johan Neeskens, nizozemský fotbalista († 6. října 2024)
- 16. září
  - Vince Bell, americký písničkář
  - René van de Kerkhof, nizozemský fotbalista
  - Willy van de Kerkhof, nizozemský fotbalista
  - Andy Irvine, skotský ragbista
- 17. září
  - Lawrence Ball, anglický hudebník a skladatel
  - Piet Kleine, nizozemský rychlobruslař, cyklista, olympijský vítěz
- 19. září – Daniel Lanois, kanadský hudební producent, zpěvák a kytarista
- 20. září
  - Javier Marías, španělský prozaik, překladatel
  - Guy Lafleur, kanadský lední hokejista
- 21. září – Aslan Maschadov, prezident Čečny († 8. března 2005)
- 22. září – David Coverdale, anglický rockový zpěvák
- 25. září – Peter Dvorský, slovenský operní zpěvák-tenorista
- 27. září
  - Meat Loaf, americký rockový a pop-rockový zpěvák a herec
  - Péter Baczakó, maďarský vzpěrač, držitel dvou olympijských medailí († 1. dubna 2008)
- 28. září – Silvia Dionisiová, italská herečka a modelka
- 29. září
  - Michelle Bacheletová, prezidentka Chile
  - Maureen Cairdová, australská sprinterka, olympijská vítězka v běhu na 80 metrů překážek
- 30. září – Barry Marshall, australský lékař, nositel Nobelovy ceny
- 1. října
  - Nodar Chašba, premiér Abcházie
  - Maurizio Maggiani, italský novinář a spisovatel
- 2. října – Sting, anglický hudebník a občasný
- 3. října
  - Keb' Mo', americký bluesový zpěvák a kytarista
  - Kathryn Sullivanová, profesorka geologie, americká kosmonautka
- 4. října
  - Norbert Sattler, rakouský vodní slalomář († 19. ledna 2023)
  - Vytautas Vičiulis, litevský umělec († 3. března 1989)
- 5. října
  - Bob Geldof, irský zpěvák, muzikant, herec a politický aktivista
  - Harriet A. Washingtonová, americká spisovatelka, vysokoškolská učitelka, vědecká žurnalistka a redaktorka
- 7. října – John Mellencamp, americký rockový písničkář
- 9. října
  - Richard Chaves, americký herec
  - Billy Murcia, americký rockový bubeník († 6. listopadu 1972)
- 11. října – Jean-Jacques Goldman, francouzský zpěvák, kytarista a hudební skladatel
- 14. října – David Shulist, kašubský autor
- 15. října – Alistair Hulett, britský hudebník a zpěvák
- 17. října – Annie Borckinková, nizozemská rychlobruslařka, olympijská vítězka
- 18. října – Nic Potter, britský baskytarista a hudební skladatel († 16. ledna 2013)
- 23. října – Fatmir Sejdiu, prezident Kosova
- 26. října
  - Josef Hirthammer, německý malíř, sochař a fotograf
  - Tommy Mars, americký klávesista
  - Julian Schnabel, americký malíř a režisér
- 27. října – K. K. Downing, britský kytarista
- 1. listopadu – Fabrice Luchini, francouzský herec italského původu
- 4. listopadu – Traian Băsescu, rumunský prezident
- 10. listopadu – Danilo Medina, dominikánský prezident
- 11. listopadu – Kim Peek, americký autista s výjimečnou pamětí († 22. prosince 2009)
- 14. listopadu – Čang I-mou, čínský filmový režisér, herec a kameraman
- 15. listopadu
  - Alexandr Bortnikov, ředitel ruské tajné služby FSB
  - Frank Infante, americký kytarista a baskytarista
- 17. listopadu – Jack Vettriano, skotský malíř
- 18. listopadu
  - Dudu Fišer, izraelský zpěvák, chazan (kantor) a muzikálový herec
  - Joni Rechter, izraelský zpěvák, hudební skladatel a pianista
  - Heinrich Schiff, rakouský violoncellista a dirigent († 23. prosince 2016)
- 19. listopadu
  - Mihai Ghimpu, moldavský prezident
  - Michiel Hendryckx, vlámský portrétní a reportážní fotograf
- 24. listopadu – Graham Price, velšský ragbista
- 25. listopadu – Arturo Pérez-Reverte, španělský spisovatel a novinář
- 26. listopadu – Ilona Staller, maďarská modelka, italská pornoherečka, politička
- 27. listopadu
  - Kathryn Bigelowová, americká filmová režisérka
  - Ivars Godmanis, předseda vlády Lotyšska
- 29. listopadu
  - Tonie Marshall, francouzsko-americká filmová herečka, režisérka a scenáristka († 12. března 2020)
  - Eliete Negreiros, brazilská zpěvačka
- 1. prosince
  - Bruno Decharme, francouzský filmař a sběratel
  - Jaco Pastorius, jazzový a rockový baskytarista († 21. září 1987)
- 3. prosince – Mike Stock, anglický skladatel a producent
- 4. prosince
  - Reinhard Eiben, německý vodní slalomář, olympijský vítěz
  - Gary Rossington, americký kytarista
  - Izzat Ghazzawi, palestinský spisovatel († 4. dubna 2003)
- 11. prosince
  - Spike Edney, britský hudebník
  - Mazlan Othmanová, astrofyzička původem z Malajsie
  - Ria Stalmanová, nizozemská atletka, olympijská vítězka v hodu diskem
- 12. prosince
  - Steven Hawley, americký astronaut
  - Fjodor Filippovič Koňuchov, ruský cestovatel, spisovatel a kněz
- 14. prosince – Mike Krüger, německý herec, zpěvák, komik a kabaretiér
- 16. prosince – Robben Ford, americký kytarista
- 17. prosince – Ján Greguš, slovenský zpěvák, skladatel a textař
- 18. prosince
  - Alvin E. Roth, americký ekonom, nositel Nobelovy ceny
  - Andrew Sydney Withiel Thomas, australsko-americký strojní inženýr a kosmonaut
- 23. prosince – Anthony Phillips, britský kytarista
- 26. prosince
  - Paul Quinn, britský heavymetalový kytarista
  - John Scofield, americký jazzový kytarista a hudební skladatel
- 28. prosince
  - Ian Buruma, britsko-nizozemský novinář, spisovatel
  - John Gray, americký autor populárně-psychologických knih, spisovatel
- 31. prosince – Tom Hamilton, americký baskytarista
- neznámé datum
  - Stephen Briggs, americký spisovatel
  - Jean-Yves Reuzeau, francouzský básník a spisovatel
  - Richard Trappl, rakouský sinolog
  - Ahmed Tidiane Souaré, předseda vlády Guineje
  - Robert Rosenberg, izraelský spisovatel, novinář a básník († 25. října 2006)

## Úmrtí

### Česko

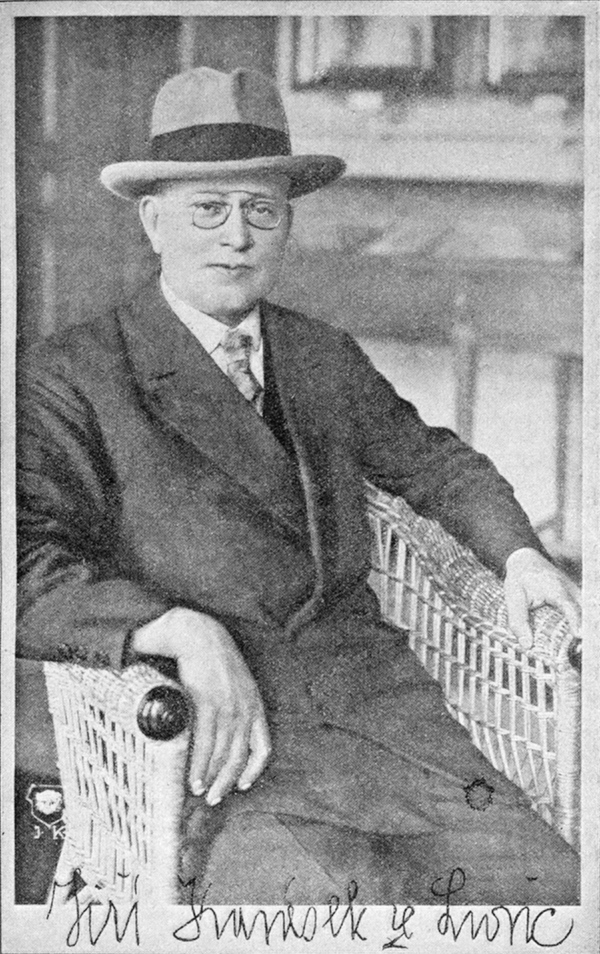
Jiří Karásek ze Lvovic († 5. března)

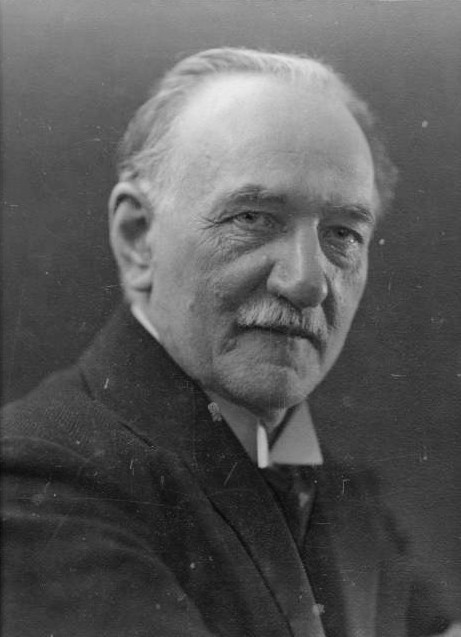
Josef Bohuslav Foerster († 29. května)

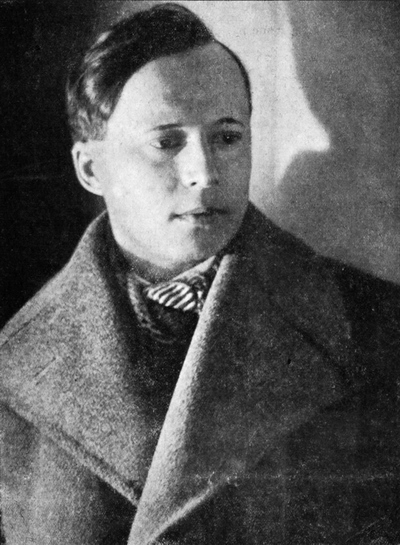
Konstantin Biebl († 12. listopadu)

- 3. ledna – František Bořek-Dohalský, šlechtic, člen protinacistického odboje a diplomat (* 5. října 1887)
- 4. ledna – Rozálie Hajníková, československá politička (* 4. září 1874)
- 22. ledna – Jiří Arvéd Smíchovský, jezuita, nacistický i komunistický kolaborant (* 1. ledna 1897)
- 31. ledna – Stanislav Bohuslav Jarolímek, opat Strahovského kláštera (* 14. ledna 1900)
- 16. února – Bohuslav Dvořák, malíř (* 30. prosince 1867)
- 17. února – Antonín Smrček, stavební inženýr a politik (* 10. prosince 1859)
- 5. března – Jiří Karásek ze Lvovic, básník, spisovatel a kritik (* 24. ledna 1871)
- 13. března – Eduard Schönbach-Nitsche, kanovník katedrální kapituly sv. Štěpána v Litoměřicích (* 28. ledna 1872)
- 30. března – Jaroslav Prokeš, historik a archivář (* 11. ledna 1895)
- 1. dubna – Josef Jerie, gynekolog (* 20. dubna 1871)
- 7. dubna – Sergej Vojcechovský, československý legionář a generál ruského původu (* 28. října 1883)
- 12. dubna – Bohuslav Hostinský, estetik (* 5. prosince 1884)
- 23. dubna – Václav Kočka, regionální historik (* 6. srpna 1875)
- 8. května – Jaromír Borecký, básník, překladatel, ředitel dnešní Národní knihovny v Praze (* 6. srpna 1869)
- 9. května – Augustin Novák, československý ministr financí (* 20. září 1872)
- 12. května – Tomáš Dytrych, československý politik (* 20. prosince 1884)
- 21. května – Karel Váňa, herec (* 29. listopadu 1867)
- 29. května – Josef Bohuslav Foerster, hudební skladatel a pedagog (* 30. prosince 1859)
- 4. června – Lajos Körmendy-Ékes, československý politik maďarské národnosti (* 14. prosince 1876)
- 6. června – Juraj Vyskočil, československý politik slovenské národnosti (* 18. listopadu 1881)
- 9. června – Adolf Hrubý, ministr protektorátní vlády (* 21. května 1893)
- 11. června – Alžběta Dobřenská z Dobřenic, šlechtična (* 7. prosince 1875)
- 17. června – Václav Šára, sochař, malíř a grafik (* 28. listopadu 1893)
- 19. června – Josef Richard Marek, grafik, překladatel a spisovatel (* 21. července 1883)
- 23. června – Saša Machov, tanečník a choreograf (* 16. července 1903)
- 25. června – Ján Janík, československý politik (* 25. května 1872)
- 29. června – František Weyr, právník, právní filosof a státovědec (* 25. dubna 1879)
- 30. června – Bruno Sojka, československý automobilový závodník (* 5. listopadu 1909)
- 4. července – Anton Schalk, rakouský český politik (* 22. května 1868)
- 6. července – Josef Hüttel, dirigent a hudební skladatel (* 18. července 1893)
- 23. července
  - Františka Kyselková, sběratelka lidových písní (* 27. března 1865)
  - Rudolf Dominik, univerzitní profesor, fašistický politik (* 6. října 1889)
- 1. srpna
  - Miloš Morávek, člen protinacistického a protikomunistického odboje (* 24. prosince 1911)
  - Ladislav Ceé, člen protikomunistického odboje, popraven (* 27. února 1908)
  - Miroslav Sýkora, člen protikomunistického odboje (* 13. března 1923)
- 2. srpna – Milan Polák, slovenský a československý voják, účastník slovenského národního povstání, politik (* 17. srpna 1897)
- 14. srpna – Oldřich Blecha, hudební skladatel a sběratel lidových písní (* 4. dubna 1892)
- 19. srpna – Josef Hinner, starosta Moravské Ostravy na počátku druhé světové války (* 12. května 1899)
- 22. srpna – Tomáš Hudec, teolog (* 7. ledna 1877)
- 23. srpna – Antonín Šolc, československý politik (* 29. dubna 1879)
- 3. září – Josef Křovák, geodet (* 12. října 1884)
- 4. září
  - Josef Čuba, člen protikomunistického odboje (* 29. října 1893)
  - Vladimír Rajnoch, oběť komunistického teroru (* 8. března 1918)
  - Miloslav Pospíšil, oběť komunistického teroru (* 6. srpna 1918)
  - Sigmund Bakala, člen protikomunistického odboje (* 12. června 1925)
- 5. září – Božena Jelínková-Jirásková, malířka (* 10. června 1880)
- 9. září – Hubert Pilčík, sériový vrah (* 14. října 1891)
- 11. září – Rudolf Klapka, fotbalový reprezentant (* 24. února 1895)
- 17. září – František Nušl, astronom (* 3. prosince 1867)
- 20. září – Jaroslav Syřiště, architekt (* 12. května 1878)
- 30. září – Jan Hellich, farmakolog, přírodovědec, archeolog a vlastivědný pracovník (* 19. ledna 1850)
- 1. října – Karel Teige, kritik a teoretik umění (* 13. prosince 1900)
- 15. října – Otakar Haering, spisovatel (* 26. listopadu 1892)
- 16. října – Ján Maršalko, československý politik slovenské národnosti (* 27. ledna 1878)
- 20. října – Rudolf Krupička, básník a dramatik (* 4. prosince 1879)
- 31. října – Oskar Josef Odstrčil, evangelický duchovní, knihovník TGM a spisovatel (* 27. září 1891)
- 5. listopadu
  - Bedřich Antonín Wiedermann, varhanní virtuos, hudební pedagog a skladatel (* 10. listopadu 1883)
  - Zdeněk V. Tobolka, historik, politik a knihovník (* 21. června 1874)
- 6. listopadu – Jindřich Plachta, herec (* 1. července 1899)
- 8. listopadu – Tereza Dubrovská, básnířka, klavíristka, mecenáška (* 13. února 1878)
- 12. listopadu – Konstantin Biebl, básník (* 26. února 1898)
- 18. listopadu – František Michálek, varhaník a hudební skladatel (* 10. března 1895)
- 19. listopadu – Jindřich Suza, profesor botaniky (* 12. ledna 1890)
- 20. listopadu – Vojta Beneš, československý politik, bratr prezidenta Edvarda Beneše (* 17. května 1878)
- 22. listopadu
  - Václav Chaloupecký, historik (* 12. května 1882)
  - Karel Fučík, operní pěvec (* 3. října 1876)
- 23. listopadu – Karl Schinzel, chemik a vynálezce německé národnosti (* 20. prosince 1886)
- 27. listopadu – Božena Slančíková-Timrava, slovenská spisovatelka (* 2. října 1867)
- 1. prosince – Felix Petyrek, rakouský klavírista, hudební skladatel a pedagog českého původu (* 14. května 1892)
- 14. prosince
  - Alois Petr, československý politik, ministr dopravy (* 26. prosince 1889)
  - Vojta Mádlo, dirigent, hobojista, hudební skladatel a pedagog (* 3. prosince 1872)
- 24. prosince – Gustav Haloun, sinolog (* 12. ledna 1898)
- 26. prosince – Arnošt Czech z Czechenherzu, spisovatel (* 23. srpna 1878)
- neznámé datum
  - Štefan Fidlík, československý politik (* 26. srpna 1871)
  - Karel Svoboda, podnikatel, bankéř a politik (* 7. června 1877)
  - Karel Hansa, cestovatel a spisovatel (* 25. listopadu 1890)
  - Josef Hejret, československý diplomat (* 25. listopadu 1897)

### Svět

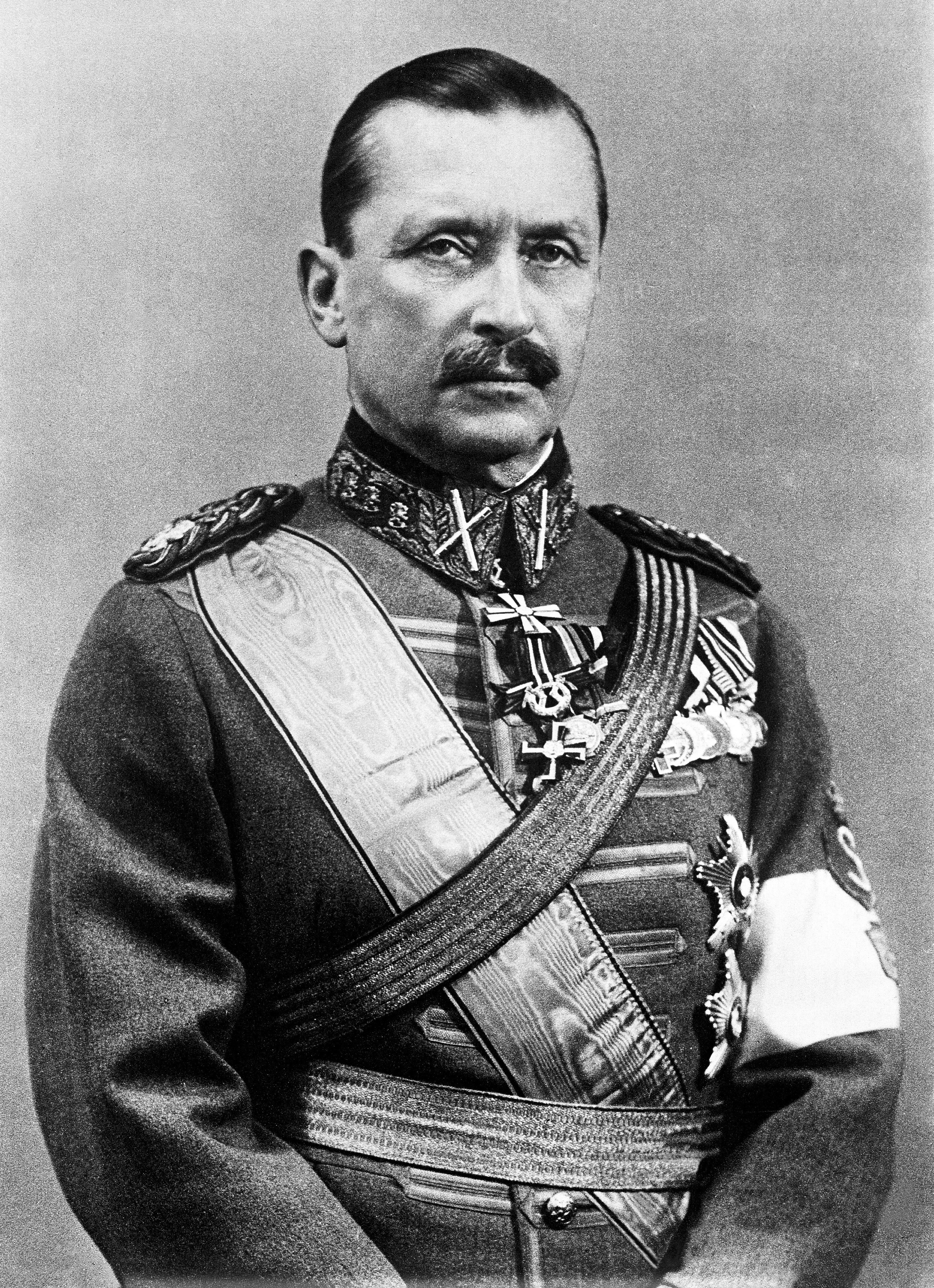
Carl Gustaf Emil Mannerheim († 27. ledna)

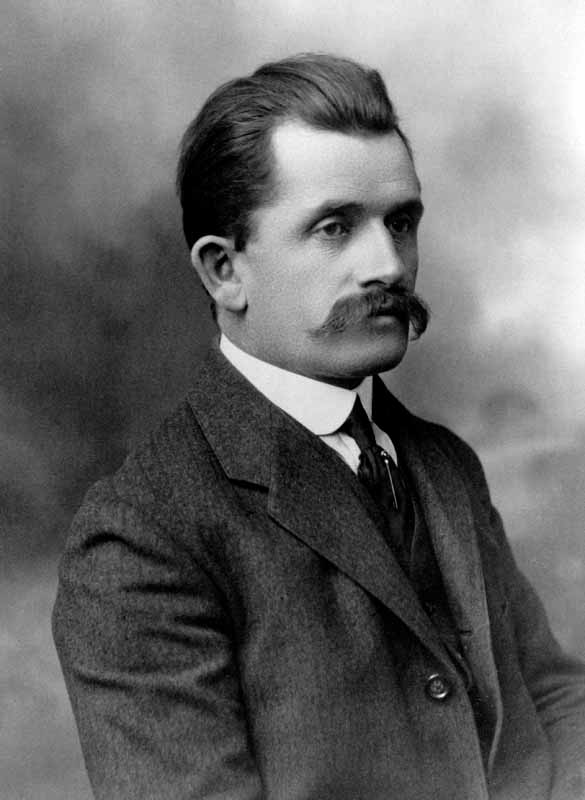
Ferdinand Porsche († 30. ledna)

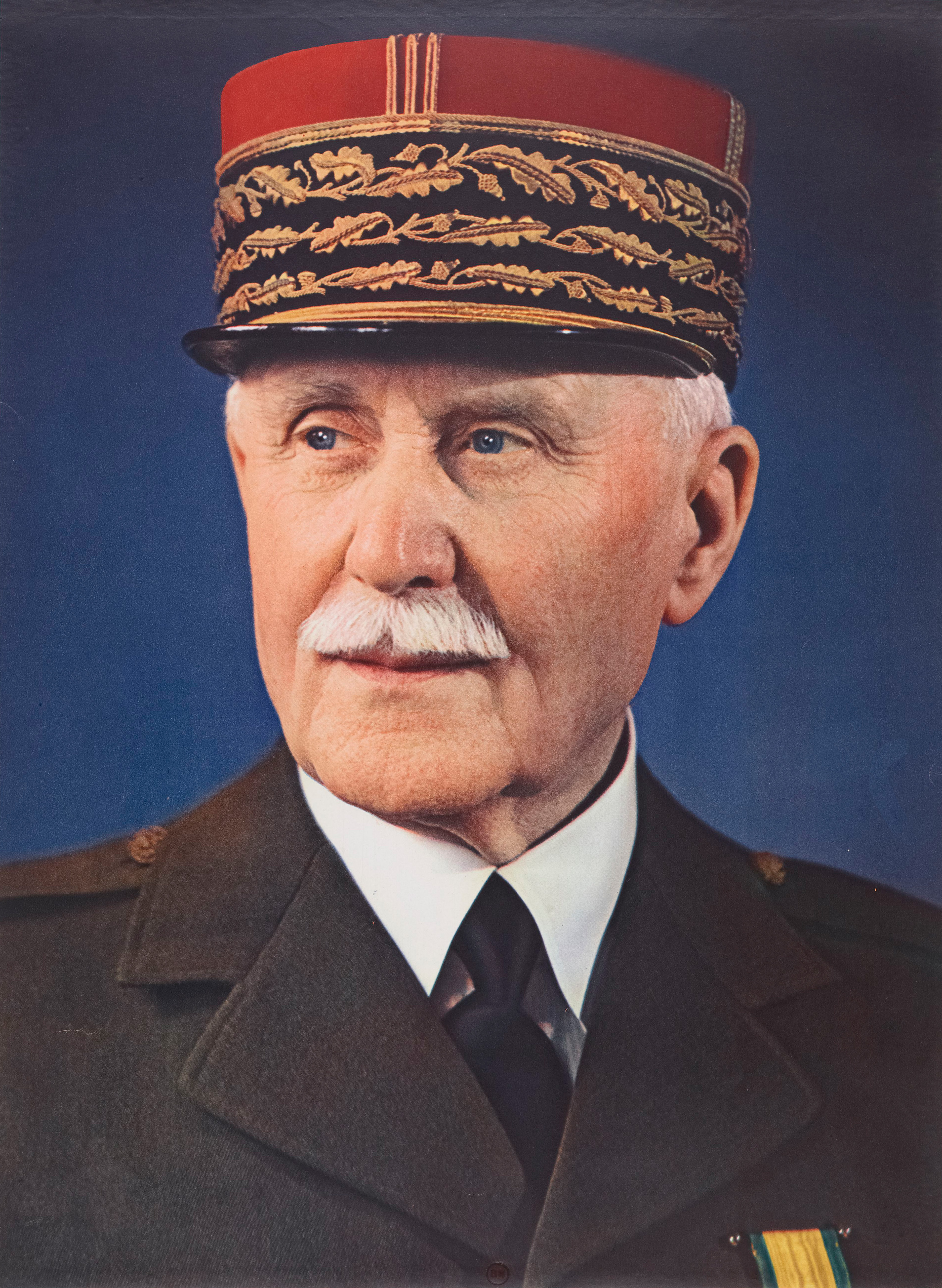
Philippe Pétain († 23. července)

- 5. ledna – Andrej Platonov, ruský spisovatel (* 1. září 1899)
- 7. ledna – René Guénon, francouzský spisovatel, filozof a mystik (* 15. listopadu 1886)
- 8. ledna – Gustav Zeitzschel, německý operní pěvec (* 1. února 1868)
- 10. ledna – Sinclair Lewis, americký spisovatel, nositel Nobelovy ceny (* 7. února 1885)
- 15. ledna – Klement Šilinger, slovenský architekt (* 15. listopadu 1887)
- 22. ledna – Harald Bohr, dánský matematik (* 22. dubna 1887)
- 25. ledna – Sergej Vavilov, ruský fyzik a prezident Akademie věd SSSR (* 24. března 1891)
- 27. ledna – Carl Gustaf Emil Mannerheim, finský politik a vojevůdce (* 4. června 1867)
- 30. ledna – Ferdinand Porsche, německý automobilový konstruktér (* 3. září 1875)
- 3. února – August Horch, německý konstruktér a výrobce automobilů (* 12. října 1868)
- 4. února – Cecil Gant, americký bluesový zpěvák (* 4. dubna 1913)
- 12. února – Choudhary Rahmat Ali, pákistánský nacionalista (* 16. listopadu 1897)
- 13. února – Lloyd C. Douglas, americký luteránský pastor a spisovatel (* 27. srpna 1877)
- 19. února – André Gide, francouzský spisovatel (* 22. listopadu 1869)
- 28. února
  - Vsevolod Vitaljevič Višněvskij, sovětský dramatik (* 21. prosince 1900)
  - Henry Taylor, britský plavec, trojnásobný olympijský vítěz 1908 (* 17. března 1885)
- 2. března – Ľudmila Podjavorinská, slovenská spisovatelka (* 26. dubna 1872)
- 4. března
  - Nil Chasevyč, ukrajinský malíř (* 13. listopadu 1905)
  - bl. Zoltán Lajos Meszlényi, maďarský biskup a mučedník (* 2. ledna 1892)
- 6. března
  - Ivor Novello, velšský hudební skladatel a herec (* 15. ledna 1893)
  - Volodymyr Vynnyčenko, ukrajinský spisovatel (* 26. července 1880)
- 10. března – Kidžúró Šidehara, japonský politik (* 13. září 1872)
- 12. března – Alfred Hugenberg, německý nacionalistický politik (* 19. června 1865)
- 17. března – Karel Albrecht Habsbursko-Altenburský, rakouský arcivévoda z těšínské linie (* 18. prosince 1888)
- 22. března – Tadeusz Piskor, polský generál za druhé světové války (* 1. února 1889)
- 8. dubna – Wilhelm Wostry, česko-německý historik (* 14. srpna 1877)
- 9. dubna – Vilhelm Bjerknes, norský fyzik a meteorolog (* 14. března 1862)
- 10. dubna – Nora Barnacleová, milenka, manželka a zdroj inspirace Jamese Joyce (* březen 1884)
- 23. dubna – Charles Gates Dawes, americký politik a bankéř (* 27. srpna 1865)
- 26. dubna – Arnold Sommerfeld, německý teoretický fyzik (* 5. prosince 1868)
- 29. dubna – Ludwig Wittgenstein, rakouský filosof (* 26. dubna 1889)
- 6. května – Élie Cartan, francouzský matematik (* 9. dubna 1869)
- 7. května – Warner Baxter, americký herec (* 29. března 1889)
- 16. května – Dobroslav Chrobák, slovenský spisovatel (* 16. února 1907)
- 19. května – David Remez, izraelský politik (* 23. května 1886)
- 25. května – Paula von Preradović, rakouská spisovatelka (* 12. října 1887)
- 26. května – Lincoln Ellsworth, americký podnikatel, letec a polární badatel (* 12. května 1880)
- 30. května
  - Hermann Broch, rakouský spisovatel a esejista (* 1. listopadu 1886)
  - Reginald Tyrwhitt, britský admirál (* 10. května 1870)
- 1. června – John Theodore Buchholz, americký botanik (* 14. června 1888)
- 2. června
  - John Erskine, americký spisovatel (* 5. října 1879)
  - Émile Chartier, francouzský filosof (* 3. března 1868)
- 7. června – Otto Ohlendorf, německý právník, válečný zločinec (* 16. května 1907)
- 8. června – Herman Hupfeld, americký hudební skladatel (* 1. února 1894)
- 9. června
  - Angelos Sikelianos, řecký básník a dramatik (* 15. března 1884)
  - Mary White Ovingtonová, americká sufražetka (* 11. dubna 1865)
- 13. června – Ben Chifley, australský premiér (* 22. září 1885)
- 24. června – Edmund Sparmann, rakousko-uherský letec a konstruktér (* 1888)
- 25. června – Robert William Seton-Watson, britský historik (* 20. srpna 1879)
- 3. července – Tadeusz Borowski, polský básník, prozaik a publicista (* 12. listopadu 1922)
- 7. července – Friedrich Lehne von Lehnsheim, ministr zeměbrany Předlitavska (* 8. ledna 1870)
- 8. července – Walter Trier, německý ilustrátor (* 25. června 1890)
- 13. července – Arnold Schoenberg, rakouský skladatel (* 13. září 1874)
- 20. července
  - Abdalláh I., jordánský král (* 1882)
  - Vilém Pruský, pruský korunní princ (* 6. května 1882)
  - Johanna Loisingerová, rakouská operní zpěvačka (soprán) a klavírní virtuoska (* 18. dubna 1865)
- 23. července
  - Robert J. Flaherty, americký režisér (* 16. února 1884)
  - Philippe Pétain, francouzský maršál (* 24. dubna 1856)
- 28. července – Ferdiš Kostka, slovenský lidový keramik (* říjen 1878)
- 30. července – Max Horton, britský admirál, velitel Britů v bitvě o Atlantik (* 29. listopadu 1883)
- 2. srpna – John Paine, olympijský vítěz ve sportovní střelbě (* 8. dubna 1870)
- 4. srpna – Ernst von Weizsäcker, německý diplomat, státní tajemník Ministerstva zahraničí za druhé světové války (* 25. května 1882)
- 8. srpna – Charles Hitchcock Adams, americký amatérský astronom (* 25. května 1868)
- 14. srpna – William Randolph Hearst, americký vydavatel novin (* 28. dubna 1863)
- 15. srpna – Artur Schnabel, rakouský klavírista (* 17. dubna 1882)
- 23. srpna – Ernesto Eugenio Filippi, vatikánský diplomat (* 17. března 1879)
- 1. září
  - Wols, německý malíř a fotograf (* 27. května 1913)
  - Georgij Petrovič Fedotov, ruský náboženský myslitel, filosof a historik (* 13. října 1886)
  - Louis Lavelle, francouzský filozof (* 15. července 1883)
- 3. září – Sergej Voronoff, chirurg ruského původu, průkopník v oblasti xenotransplantací (* 10. července 1866)
- 5. září – Milica Černohorská, černohorská princezna, ruská velkovévodkyně (* 14. července 1866)
- 15. září – Jacinto Guerrero, španělský hudební skladatel (* 16. srpna 1895)
- 1. října – Jens Jensen, dánský a americký krajinářský architekt (* 13. září 1860)
- 4. října – Henrietta Lacksová, dárce buněčné kultury HeLa (* 18. srpna 1920)
- 6. října – Otto Fritz Meyerhof, německý lékař a biochemik, nositel Nobelovy ceny (* 12. dubna 1884)
- 7. října – Anton Philips, nizozemský podnikatel (* 14. března 1874)
- 18. října – Edith Michellová, anglická šachová mistryně (* 1872)
- 23. října – Leo Birinski, dramatik, filmový scenárista a režisér židovského původu (* 4. června 1884)
- 25. října
  - Marie Kirillovna Ruská, ruská velkokněžna (* 2. února 1907)
  - Amélie Orleánská, portugalská královna (* 28. září 1865)
- 5. listopadu – Reggie Walker, jihoafrický sprinter, olympijský vítěz (* 16. března 1889)
- 6. listopadu – Tom Kiely, irský olympijský vítěz v desetiboji v roce 1904 (* 25. srpna 1869)
- 8. listopadu – Vladimír Velecký, slovenský velkostatkář a partyzán (* 21. srpna 1890)
- 9. listopadu – Sigmund Romberg, americký skladatel maďarského původu (* 29. července 1887)
- 19. listopadu – Leopold Andrian, rakouský spisovatel a diplomat (* 9. května 1875)
- 1. prosince – Felix Petyrek, rakouský hudební skladatel českého původu (* 14. května 1892)
- 4. prosince – Pedro Salinas, španělský spisovatel (* 27. listopadu 1891)
- 10. prosince – Anton Durcovici, rumunský biskup, mučedík, blahoslavený (* 17. května 1888)
- 15. prosince – Eric Drummond, britský diplomat, první generální tajemník Společnosti národů (* 17. srpna 1876)
- 21. prosince – Ernie Collett, kanadský hokejový brankář (* 3. března 1895)
- 27. prosince
  - Paul Dermée, belgický spisovatel (* 13. dubna 1886)
  - Max von Behr, důstojník Waffen-SS (* 10. ledna 1879)
- 31. prosince – Maxim Maximovič Litvinov, sovětský lidový komisař pro zahraniční věci (* 17. července 1876)
- neznámé datum
  - Radžib Našašibi, arabský politik a starosta Jeruzaléma (* 1881)
  - László Karátsony, maďarský generál (* 1894)
  - Müveddet Kadınefendi, manželka osmanského sultána Mehmeda VI. (* 12. října 1893)

## Domácí demografický vývoj
Zdroj: Český statistický úřad

## Hlavy států
- Československo – Klement Gottwald (1948–1953) (premiér Antonín Zápotocký 1948–1953)
- Čína – Mao Ce-tung (1949–1976)
- Dánsko – Frederik IX. (1947–1972)
- Egypt – Farúk I. (1936–1952)
- Francie – Vincent Auriol (1947–1954)
- Itálie – Luigi Einaudi (1948–1955)
- Japonsko – Hirohito (1926–1989)
- Maďarsko – Sándor Rónai (1950–1952)
- Německá demokratická republika – Wilhelm Pieck (1949–1960)
- Nizozemsko – Juliána Nizozemská (1948–1980)
- Polsko – Bolesław Bierut (1947–1952)
- Rakousko – Theodor Körner (1951–1957) (kancléř Leopold Figl 1945–1953)
- Řecko – Pavel I. (1947–1964)
- Sovětský svaz – Josif Vissarionovič Stalin (1922–1953)
- Spojené království – Jiří VI. (1936–1952) (premiér Clement Attlee 1945–1951 / Winston Churchill 1951–1955)
- Spolková republika Německo – Theodor Heuss (1949–1959) (kancléř Konrad Adenauer 1949–1963)
- Španělsko – Francisco Franco (1939–1975)
- Švédsko – Gustav VI. Adolf (1950–1973)
- Turecko – Celâl Bayar (1950–1960)
- USA – Harry S. Truman (1945–1953)
- Vatikán – Pius XII. (1939–1958)

### Digitální archivy k roku 1951
- Československý filmový týdeník v archivu České televize – rok 1951
- Dokumentární cyklus České televize Retro – rok 1951
- Pořad stanice Český rozhlas 6 Rok po roce – rok 1951
- Rudé právo – rok 1951